# Динамо (Київ)
«Дина́мо» — український футбольний клуб з міста Києва, що бере участь в українській Прем'єр-лізі. «Динамо» засновано 1927 року, це найстарший та найпопулярніший на сьогодні професійний клуб міста. Єдиний клуб, який провів усі сезони у найвищій лізі СРСР, а потім України. Найтитулованіша команда України, має в активі 17 чемпіонських титулів, 13 національних Кубків, 9 Суперкубків України, 1 Суперкубок УЄФА і 2 Кубки володарів кубків. Крім того, за радянський період історії «Динамо» завоювало 13 чемпіонських титулів, 9 Кубків СРСР, 3 Суперкубки СРСР, що робить «Динамо» найтитулованішою командою в історії радянського футболу. Перша немосковська команда, що здобула титул чемпіона СРСР, та перший представник Радянського Союзу, який завоював європейський трофей.
Також «Динамо» посіло 8-ме місце в списку найкращих клубів світу XX століття за версією журналу Kicker, 16-те місце в списку найкращих європейських клубів XX століття за версією IFFHS та 17-те місце в списку найлегендарніших клубів світу за версією журналу France Football. За даними аналітичного агентства CK, за підсумками 2011 року «Динамо» було першим в Україні та 19-м у Європі футбольним клубом за кількістю реальних прихильників.

## Історія клубу

### Заснування: 1927—1928
13 квітня 1927 року Президія Всеукраїнської ради пролетарських спорттовариств «Динамо» з центром у Харкові (тодішній столиці УСРР) затвердила створення свого осередку в Києві. Так була документально оформлена поява Київського пролетарського спортивного товариства «Динамо» (цей документ знайшов історик Олександр Кабанець у Державному архіві Київщини).

Витяг з протоколу засідання Президії ПСТ «Динамо» України (13.04.1927 року), в якому, імовірно, вперше згадується словосполучення «Київське пролетарське спортивне товариство „Динамо“»

Рівно за місяць, 13 травня 1927 року, Міжвідомча комісія зі справ громадських організацій та союзів Київського округу офіційно зареєструвала Статут Київського пролетарського спортивного товариства «Динамо». А за день до того КПСТ «Динамо» надіслало лист до Окружної ради фізичної культури Києва (обидва документи розшукав Олександр Кабанець).

Лист КПСТ «Динамо» до Окружної ради фізичної культури Києва (12.05.1927 року)

Протокол Міжвідомчої комісії зі справ громадських організацій та союзів Київського округу (13.05.1927 року)

Справжнім ініціатором створення футбольної команди «Динамо» треба вважати Сергія Арсенійовича Бармінського, який із березня 1928-го обіймав посаду помічника начальника Київського окружного відділу ДПУ. Саме з подачі Бармінського в Окружну раду фізичної культури 29 березня 1928 року був надісланий лист, підписаний начальником Київського окружного відділу ДПУ, головою КПСТ «Динамо» Западним С. І. Саме в цьому листі (знайденому тим же Олександром Кабанцем) уперше виникає словосполучення «футбольна команда „Динамо“ Київ».

Лист голови КПСТ «Динамо» Семена Западного (29.03.1928 року), в якому вперше згадується словосполучення «футбольна команда "Динамо Київ"

Друга згадка про футбольну команду «Динамо» з'явилася 5 квітня 1928 року в газеті «Вечірній Київ»:
|  | Киевское спортивное общество «Динамо» в текущем году организовывает свою футбольную команду. «Динамо» подняло вопрос перед Окрсофиком о включении команды в розыгрыши матчей |

Проте саме 1927-й, як рік заснування, зафіксований в офіційних документах і довідниках ФІФА й УЄФА. Реєстрація ПСТ «Динамо» 13 травня 1927 року, у рамках якого пізніше зародилась футбольна команда, підтверджена документами, які зберігаються в Центральному державному архіві вищих органів влади та управління України (фонд № 5, опис 3, справа 418, лист 25 і фонд № 5, опис 3, справа № 472, лист 66). Тому 13 травня 1927 року офіційно вважається днем народження клубу.
Першу офіційну гру «Динамо» провело 1 липня 1928 року в Білій Церкві проти збірної цього міста. «Динамо» вже на 5 хвилині відкрило рахунок, проте в підсумку поступилося — 1:2. 15 липня білоцерківська газета «Радянська нива» так описала цю подію:
|  | На другому хавтаймі Б.-Церква легко вбиває м'яч і цим самим зрівнює ігру. Київ робить ще декілька проривів, б'є штрафний удар, але упускають пруткий м'яч, який гучно свистить у повітрі. Під кінець Б.-Церква під оплески тисячної публіки вбиває другий м'яч. Финальний свисток судді фіксує побіду Б.-Церкви з наслідком +2 -1... |

У багатьох джерелах поєдинок 01.07.1928 досі називають «контрольним», «неофіційним», що не відповідає дійсності. У тодішньому радянському футболі фактично не було міжміських турнірів, команди обмежувалися товариськими зустрічами; крім того, матч 1 липня в Білій Церкві відбувся в рамках окружної Спартакіади — великого спортивного свята із цілком офіційним статусом.
Наступний матч був зіграний 17 липня 1928 року проти клубу «Динамо» (Одеса). Через велику спеку гра проходила в невисокому темпі. Вона закінчилася з рахунком 2:2.
Після цього кияни здійснили першу поїздку за межі республіки — до Білорусі. Там команда зіграла два матчі: зі збірною сусідньої республіки — 1:5 (29.07), зі збірною Гомельського округу — 3:2 (30.07).

Перша фотографія в історії «Динамо», зроблена 01.09.1928 (оригінал зберігається в Музеї спортивної слави України)

1 вересня 1928 року кияни у товариській грі прийняли чемпіонів Москви — «Динамо» (Москва). Гості розгромили українців 6:2.

Друга фотографія в історії «Динамо» (зроблена не раніше початку вересня і не пізніше другої половини жовтня 1928-го). Зліва направо (тільки футболісти): нижній ряд — Іванов С., Ідзковський, Дишкант; середній ряд — Мурашов, Бардадим, Пірокеті; верхній ряд — Рейнгольд, Трофимов, Кауфман, Терентьєв, Бойко

Також восени 1928 року в команді з'явився перший тренер-гравець — Василь Бойко (Лазар Коген приїхав з Одеси на початку 1929-го). І саме тоді (в жовтні) команда взяла участь у дебютному офіційному турнірі — першості Києва, вигравши його. Нове визнання прийшло 18 листопада після перемоги над тодішнім лідером міського футболу — «Желдором» із рахунком 1:0.
Проте селекційні методи новоутвореної команди було розкритиковано, оскільки вона переманювала до своїх лав найкращих футболістів, надаючи їм більш високооплачувану та престижну роботу в ДПУ. Це пояснюється тим, що на той момент в СРСР військові та чекістські відомства були фінансово забезпечені краще інших.

### Довоєнні часи: 1929—1941
14 вересня 1929 року «Динамо» проводить свій перший міжнародний матч з робітничою командою Нижньої Австрії «Дойч Ваграм», поступившись з рахунком 3:4. 1935 року футболісти «Динамо» у складі збірної України, здійснили поїздку до Франції та Бельгії, де в товариській грі розгромили чотириразового володаря кубка Франції «Ред Стар» з рахунком 6:1. До 1936 року єдину першість Радянського Союзу не проводили. Кияни здобували досвід в іграх на першість спортивного товариства «Динамо». Там вони вигравали в «динамівців» з Одеси й Харкова. Київська команда явно була найсильнішою в УРСР, але рівня майстерності московського «Динамо» ще не досягла. Наприклад, у фіналі динамівської першості 1933 року москвичі з рахунком 2:1 перемогли саме киян.

«Динамо» на старті 1-го чемпіонату СРСР - 1936 рік

1936 року в СРСР вирішили створити єдиний командний чемпіонат замість великої кількості різноманітних різнорівневих турнірів. Представником від України стала найсильніша на той час команда УРСР — «Динамо» (Київ). Дебют у чемпіонаті відбувся у Києві 24 травня 1936 року, коли московське «Динамо» розгромило господарів з рахунком 5:1. Єдиний гол нападника Миколи Махині став для українського клубу першим голом у чемпіонатах Радянського Союзу. Після цього «Динамо» (Київ) хоч як намагалося наздогнати москвичів, їм це не вдалося. Єдина українська команда одноколового дебютного чемпіонату СРСР завершила турнір на другому місці. Місцеві уболівальники сприйняли цей виступ як безумовний успіх.
З 1936 року аж по 1974-й адміністратором клубу був Рафаїл Фельдштейн, за цей час він працював із 22 тренерами.
У 1937 році вперше провели повноцінний двоколовий чемпіонат, у якому «Динамо» знову здобуло призове місце, пропустивши вперед лише московські «Динамо» і «Спартак». Проте надалі до Другої світової війни жодних досягнень кияни не здобули. У 1939 році, після анексії Польщі, зі захоплених регіонів до клубу перейшло багато нових гравців, зокрема найвідомішими стали Олександр Скоцень, Михайло Матіас, Казімеж Гурський та Олег Лаєвський.
Також у цей період «Динамо» брало участь у розіграшах Кубка Української РСР, здобувши цей трофей у 1936, 1937 та 1938 роках.
У 1937–1941 роках попід Черепановою горою споруджувався новий Республіканський стадіон. Відкриття цього спортивного комплексу, в будівництві якого методом «суботників» брав участь увесь Київ, призначалося на 22 червня 1941 року. Саме тоді на цьому стадіоні мав відбутися футбольний матч чемпіонату між командами київського «Динамо» та московського ЦДКА. Але того дня розпочалася німецько-радянська війна і матч скасували.

### Футбол в окупованому Києві: 1942—1943

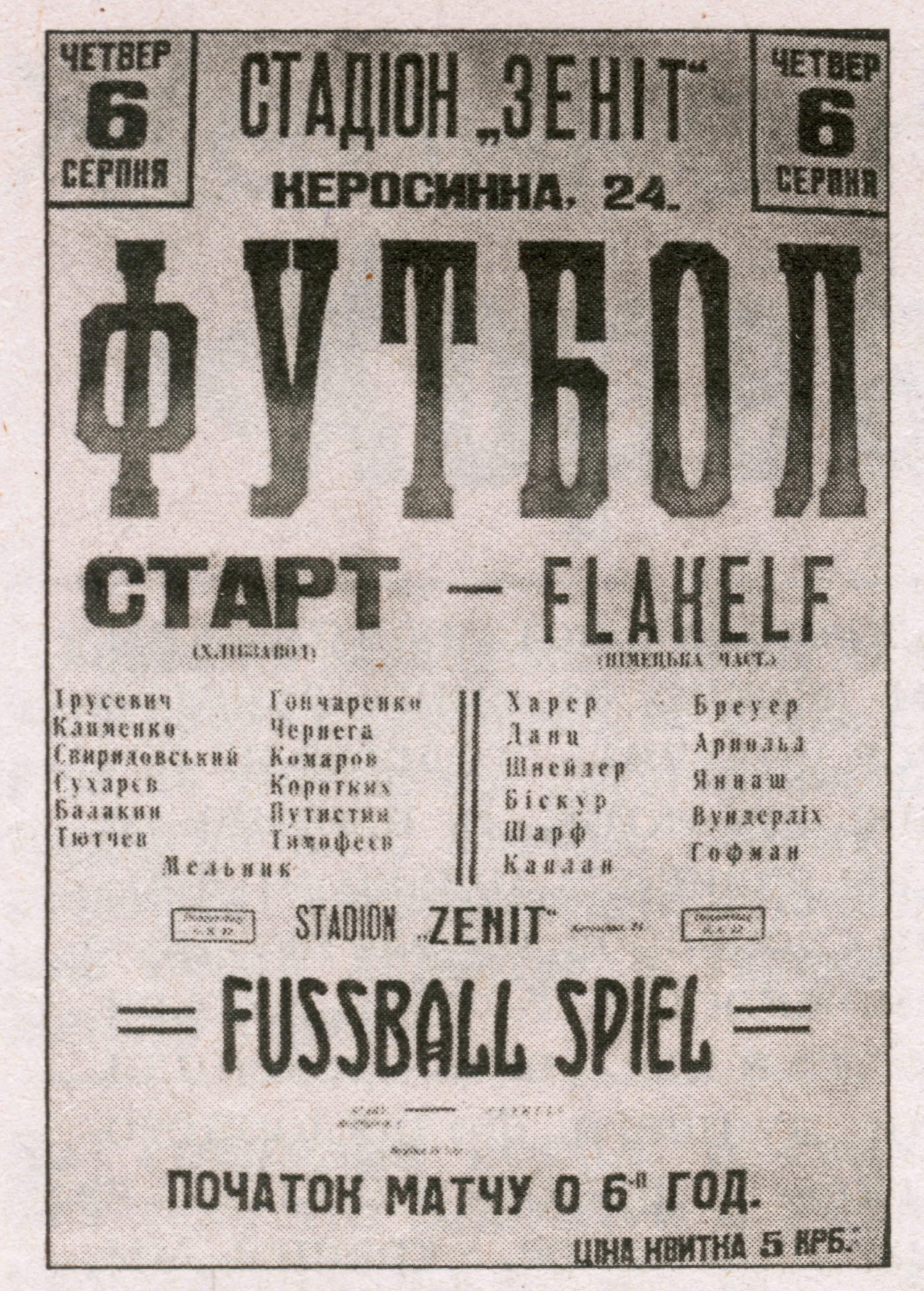
Плакат до першого матчу «Старт» — «Флакельф»

22 червня 1941 року Німеччина напала на СРСР. З початком війни більшість гравців призвали до лав Червоної армії, народного ополчення і винищувальних батальйонів. 1 липня почалася евакуація з Києва. Але футболісти «Динамо», що підлягали призову, залишалися в місті. Тренер команди Михайло Бутусов і колишній капітан команди Костянтин Щегоцький намагалися умовити начальника київського НКВС Льва Варнавського (справжнє прізвище Ворновицький) відправити у тил не тільки новачків-футболістів із Західної України, але і всіх інших членів команди. Варнавський побачив у цьому боягузтво і відмовився допомогти з евакуацією.
У початковий період війни німецьке командування звільняло з полону українців. Так, повернулися з полону Михайло Свиридовський, Федір Тютчев, Михайло Путистін, Микола Коротких, Микола Голімбієвський, Лев Гундарев, Іван Кузьменко, Олексій Клименко, Павло Комаров, Юрій Чернега, Олександр Ткаченко та Михайло Мельник. Крім того, на початку війни в народне ополчення записався Микола Трусевич, воював батальйонним розвідником, проте був поранений і не зміг вийти з оточення, тому також повернувся в окупований Київ.
За умов окупаційного режиму, що запанував у Києві, кожен футболіст мусив стати до праці, щоб передусім вижити та не бути звинуваченим у саботажі. Коротких працював кухарем у їдальні, Путистін влаштувався туди ж майстром. Василь Сухарєв працював на залізниці. Чернега пішов працювати в охорону Міськуправа, в поліцію подалися Гундарев, Голімбієвський, Олександр Ткаченко та Георгій Тимофєєв. Директор київського хлібозаводу Йозеф Кордик — чех, з військовополонених колишньої австро-угорської армії часів Першої світової війни — опікувався спортом з особистої прихильності. Саме він дав роботу на хлібозаводі № 1 відомим довоєнним українським спортсменам: тут працювали боксери Трофімов, Туровцев, Червінський, гімнасти Ганін, Еме, Шинкаренко, плавці Михайленко, Салопін. Сюди ж він запросив на роботу і футболіста М. Трусевича, за яким прийшли ще сім динамівців: Свиридівський, Кузьменко, Клименко, Макар Гончаренко, Путистін, Тютчев, Комаров та Володимир Балакін, який до війни грав за «Локомотив».
За ініціативою Кордика з них і була сформована команда. Окрім цих перших футболістів, згодом за команду хлібозаводу почали грати ще динамівці Мельник, Гундарєв, Коротких, Чернега, Тимофєєв та Василь Сухарєв, який до війни зіграв за «Локомотив». Команда виявилася досить досвідченою та віковою. Наймолодшому (Мельнику) було 27 років, а найстаршому (Тютчеву) — 35.
Тренування проводилися на стадіоні «Зеніт», спорудженому у 1930-ті роки по вул. Керосинній, 24. Грали у червоних футболках. Команду назвали «Старт». До її складу увійшли колишні динамівці: М. Трусевич, І. Кузьменко, О. Клименко, М. Коротких, М. Гончаренко, П. Комаров, М. Путистін, М. Свиридовський, Ф. Тютчев та колишні гравці «Локомотива» В. Балакін, М. Мельник та В. Сухарєв.
Стадіон «Динамо» почали називати Німецьким стадіоном, а Республіканський — Українським. Саме на ньому 7 червня 1942 року відбулося офіційне відкриття футбольного сезону. Грали команда «Старт» хлібозаводу № 1 та команда «Рух». Перемогли колишні досвідчені динамівці з рахунком 7:2. Такими ж переможними були й усі наступні зустрічі, що відбувалися вже на стадіоні «Зеніт»: 21 червня — з командою угорських вояків (6:2), 5 липня — з румунськими вояками (11:0), 17 липня — з німецькою командою залізничників (6:0). Проте 17 липня цю розгромну перемогу газета «Нове українське слово» повністю розкритикувала:
|  | Но выигрыш этот никак нельзя признать как достижение футболистов „Старта“. Немецкая команда состоит из отдельных сильных футболистов, но командой в полном понимании этого слова ее назвать нельзя. И в этом нет ничего удивительного, ибо она состоит из футболистов, которые случайно попали в часть, за которую играют. Ощущается и недостаток тренировок, без которых никакая команда не сможет ничего сделать. Команда „Старт“, как всем хорошо известно, в своей основе состоит из футболистов бывшей команды мастеров „Динамо“, поэтому и требовать от них следует значительно больше, нежели то, что они дали в этом матче. |

Команда «Старт» (у темних футболках) і «Флакельф» (у білих) перед першим матчем 6 серпня 1942 року

Проте українські футболісти продовжили переможну серію. 19 липня — з угорською командою MSG Wal (5:1). Через тиждень мадяри викликали «Старт» на матч-реванш і знов програли — 2:3. 6 серпня відбувся матч «Старту» з командою німецьких зенітників «Flakelf», і знову перемога — 5:1. 9 серпня відбувся матч-реванш з зенітниками. «Старт» переміг з рахунком 5:3. Саме цей матч став легендарним «Матчем смерті». Про нього написав Лев Кассіль, вперше назвавши його «матчем смерті». Відтоді цей матч став одним з радянських міфів політико-виховного забарвлення. 1957 року з'явилася повість Петра Сєверова та Наума Хелемського «Останній двобій». Міфотворці замінили команду зенітників на збірну «Люфтваффе» — військово-повітряних сил Німеччини, хоча невідомо, чи існувала така команда взагалі. Потім зняли художній фільм «Третій тайм», дія якого відбувалася чомусь не на Керосинній, а на верхньому тренувальному полі Республіканського стадіону. Усіх живих учасників «матчу смерті» і тих, хто загинув, нагородили бойовими медалями «За відвагу». М. Путистін відмовився від нагороди.
16 серпня «Старт» грав з «Рухом» і переміг з рахунком 8:0. Це була остання гра команди. Усього футболісти «Старту» з 7 червня по 16 серпня 1942 року зіграли 10 матчів, в яких здобуто 10 перемог, забито 56 голів, пропущено — 11!
18 серпня 1942 року футболістів, які працювали на хлібозаводі — Трусевича, Путистіна, Кузьменка, Клименка, Гончаренка, Тютчева, Свиридівського, Балакіна і Комарова заарештували. На футболістів донесли, що команда «Динамо» була у віданні НКВС, а її гравці рахувалися в штаті відомства і мали військові звання.
|                              | 16 августа сыграли последнюю игру, сыграли очень удачно. 18 августа около десяти часов утра во время нашей работы — мы грузили муку на склад — нас вызвали к директору... Приходим. Сидит гестаповец, стоит машина… В это время на заводе не было Тютчева и Гончаренко. Тютчев после матча получил повреждение, пошел в больницу, а Гончаренко был в отсутствии… Привезли нас на Короленко, 33 в гестапо, заключили во внутреннюю тюрьму. …При допросе мы узнали, что Гончаренко и Тютчев тоже сидят. …Балакин был освобожден. Он ничего к „Динамо“ не имел, а брат его был в „Динамо“. Мы были преданы Вячкис. Нас обвиняли в том, что „Динамо“ было организовано НКВД, а раз так, то цель организации понятна. …Из 8 арестованных освобожден только Балакин, который состоял в команде „Локомотив“ |
| — Зі свідчень Свиридівського | |

|                                 | 18 августа 1942 года я был арестован гестапо по доносу некоего Швецова, который сообщил немцам о том, что я являюсь работником НКВД, по этой же причине вместе со мной были арестованы другие товарищи: Трусевич, Клименко, Кузьменко, Путистин, Комаров, Тютчев, Свиридовский и Балакин. После допроса нас отправили в Сырецкий концлагерь, где мы находились 14 месяцев, с сентября 1942-го по октябрь 1943 года |
| — Зі свідчень Макара Гончаренка | |

За пів року потому, напередодні 25-х роковин Червоної армії 23 лютого 1943 року, підпільники спалили механічний завод «Спорт», куди німці привезли сто саней для оковування. Згоріли всі основні цехи. За це, наступного дня — 24 лютого, у Сирецькому концтаборі, відбувся розстріл сорока заручників, до числа яких потрапили й три футболісти «Старту» — Трусевич, Кузьменко і Клименко. За інших обставин загинув у поліції безпеки Коротких, заарештований як кадровий співробітник НКВС.
Дивом вдалося втекти з концтабору Тютчеву, Гончаренку і Свиридівському.
|                              | Первым сделал побег из этого лагеря Тютчев. Бежал с группой грузчиков из четырех человек, бежали с Подола. После этого бежал я и Гончаренко с Мельникова, 48 в числе 16 человек, то есть всей бригадой удрали. В побеге нам помогла полиция. Среди них были спортсмены-футболисты. Они заметили, что мы начинаем сматывать удочки, отвернулись в сторону, как будто бы не видят |
| — Зі свідчень Свиридівського | |

Путистіна в жовтні 1943 року відправили на вантажні роботи на завод «Більшовик». Звідти йому вдалося втекти й навіть вибратися з Києва. Комарова погнали до Німеччини під час евакуації Сирецького концтабору у вересні 1943 року.
Крім того, не всі футболісти «Динамо», які потрапили до радянської армії, повернулись додому. Так, під час оборони Києва в районі Ірпеня загинув лівий крайній Йосип Качкін, не повернувся з фронту і Михайло Волін.

### Шлях до першого чемпіонства: 1944—1963

"Динамо Київ" зі своїм першим кубком СРСР - 1954 рік

Лише 2 травня 1944 року, після повернення радянської влади, на стадіоні «Динамо» відбулася товариська зустріч київських динамівців з московським «Спартаком». З довоєнних гравців у складі «Динамо» залишились Антон Ідзковський, Микола Махиня, Петро Лайко, Павло Віньковатов, Микола Балакін, Костянтин Калач, учасники матчів 1942 року — Макар Гончаренко і колишні гравці «Локомотива» Володимир Балакін та Василь Сухарєв.
В перші повоєнні роки всі, хто залишились у команді, вже були ветеранами. Хоча в ці роки київське «Динамо» поповнила ціла група вихованців закарпатських клубів (В. Годничак, Е. Юст, З. Дьєрфі, З. Сенгетовський, М. Коман, Д. Товт та інші), команда все одно не могла протистояти іншим клубам, які краще перенесли війну. 1945 року «Динамо» зайняло передостаннє місце в чемпіонаті, а 1946 року — останнє, і за регламентом мало понизитися у класі, проте для команди зробили виняток, пригадавши втрати воєнного часу. Крім того, ці події супроводжувалися тренерською лихоманкою: від 1946 до 1951 року клуб змінив десять наставників.
Першим повоєнним успіхом стала перемога в турнірі дублерів у сезоні 1949 року.
Переломним став сезон 1951 року, напередодні якого колектив очолив Олег Ошенков. Новий тренер ввів до основного складу молодь, що добре зарекомендувала себе в дублі, різко скоротив зимові канікули підлеглих, запропонувавши їм серйозну програму фізичної підготовки, що містила в собі спортивні ігри, різноманітні вправи та, навіть, бокс. Вже в наступному чемпіонаті, що проходив в одне коло в Москві, це принесло перші результати. Київські динамівці з середнячків перетворились в одного з фаворитів, виборовши срібні нагороди й пропустивши вперед лише московський «Спартак».
Першу велику перемогу підопічні Ошенкова здобули 1954 року в розіграші Кубка СРСР. На шляху до фіналу кияни здолали вільнюський «Спартак» (4:2), московський «Спартак» (3:1), ЦДКА (3:1, у додатковий час), ленінградський «Зеніт» (1:0, у додатковий час). У фіналі кубку на московському «стадіоні Динамо», киянам протистояв маловідомий єреванський «Спартак». Матч проходив за сильної зливи та мряки, проте все одно кияни змогли перемогти опонентів та здобути перший у своїй історії кубок СРСР.
29 липня 1959 року в Києві відбулася міжнародна товариська зустріч між футбольними командами «Динамо» (Київ, Україна) — «Динамо» (Бакеу, Румунія), яка закінчилась з рахунком 3:0.
Наприкінці 1950-х динамівці оновили склад. Пішли Є. Лемешко, Л. Остроушко, Е. Юст, М. Романов, Ю. Шевченко, В. Соболєв. Поповнили лави клубу С. Богачик, І. Секеч, В. Лобановський, Є. Снітко, А. Гаваші, В. Турянчик, Й. Сабо, а тренером став відомий у минулому гравець ЦДКА В'ячеслав Соловйов. Сезон 1960 року приніс киянам «срібло».

"Динамо Київ" у свій перший чемпіонський сезон - 1961 рік

В сезоні 1961 «Динамо» вперше виграло чемпіонат СРСР. На 4 очки команда зі столиці УРСР випередила московське «Торпедо». Київські динамівці у першості країни провели 30 матчів. Лише у трьох з них вони зазнали поразок та дев'ять закінчили унічию. Про силу лінії нападу, де виступали такі футболісти, як Олег Базилевич, Віктор Каневський, Валерій Лобановський, Віктор Серебряніков, свідчить той факт, що вони забили аж 54 м'ячі. А про силу захисної лінії — той факт, що досвідченому голкіперу Олегу Макарову в 12 матчах так і не довелося жодного разу виймати м'яч з сітки. Це був перший випадок в історії першостей Радянського Союзу, коли звання чемпіона країни виборов немосковський клуб.
Перші динамівські золоті медалі отримали:
- Воротарі: Олег Макаров, Леонід Клюєв
- Захисники: Микола Кольцов, Володимир Щегольков, Віталій Щербаков, Володимир Єрохін, Анатолій Сучков, Володимир Ануфрієнко, Віктор Пестриков
- Півзахисники: Йожеф Сабо, Юрій Войнов, Володимир Сорокін, Андрій Біба, Валерій Веригін, Василь Турянчик
- Нападники: Віктор Серебряніков, Валентин Трояновський, Олег Базилевич, Валерій Лобановський, Віктор Каневський, Микола Каштанов, Ігор Зайцев.
- Тренер: В'ячеслав Соловйов, асистент — Михайло Коман.

Після тріумфального 1961 року у двох наступних сезонах динамівці суттєво погіршили позиції. У 1962 році команда зайняла 5 місце, а наступного року — 7.

### Тренерство Маслова і Севідова: 1964—1973

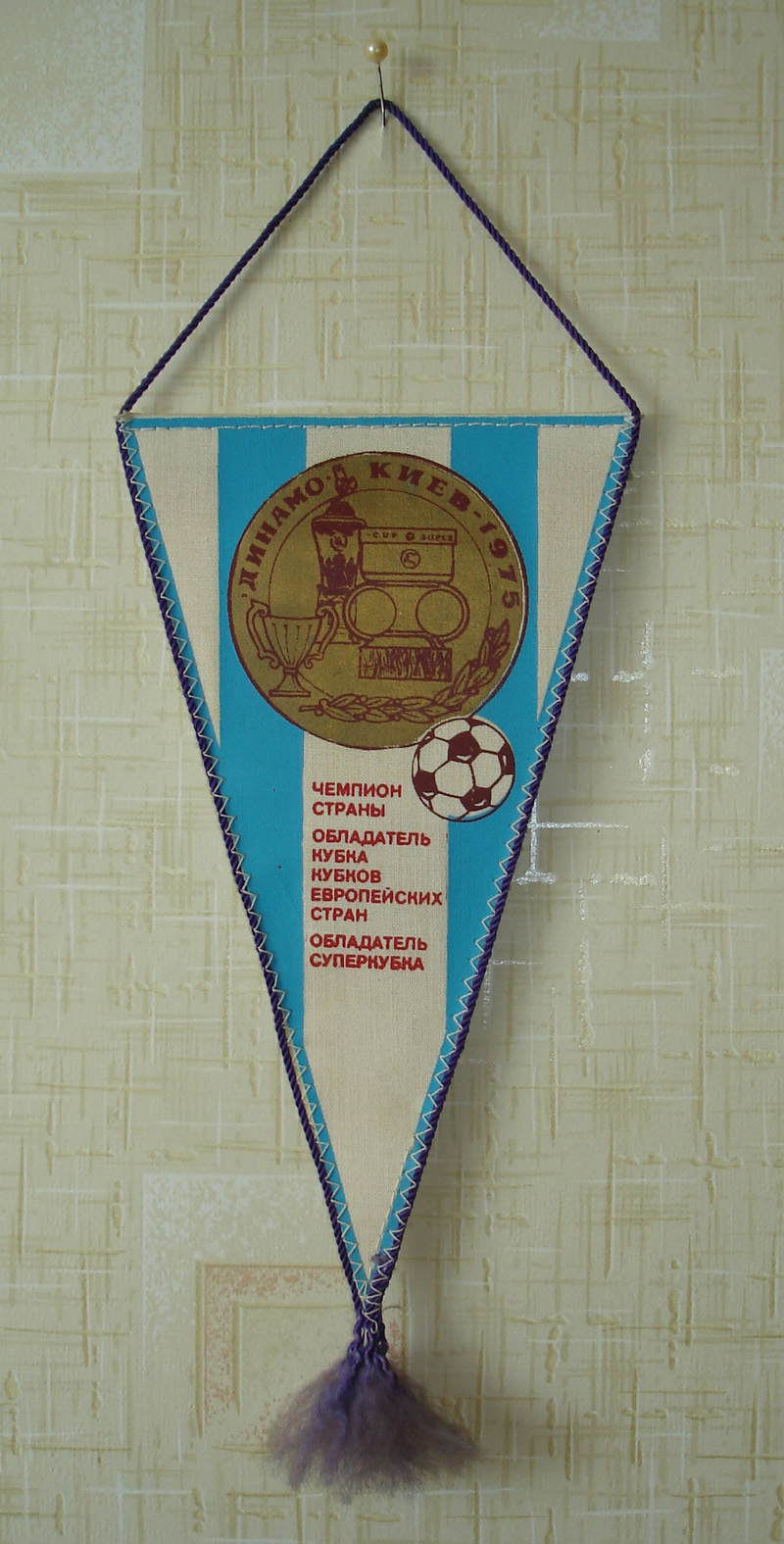
Вимпел 1975

У січні 1964 року посаду головного тренера київського «Динамо» зайняв Віктор Маслов. 27 вересня 1964 «Динамо» виграло Кубок СРСР, перемігши у фіналі самарські (тоді куйбишевські) «Крила Рад» з рахунком 1:0.
Маслову та його підлеглим довірили стати першим радянським клубом, який мав виступити в клубному європейському турнірі. Ним став розіграш Кубка кубків 1965–1966 років.
Усе пояснюється політичними мотивами керівництва СРСР. Комуністична ідеологія не приймала можливість поразки радянських спортсменів, від капіталістичних суперників, і довго перестраховувалася. Наприклад, чемпіону СРСР 1964 року — тбіліському «Динамо» (Тбілісі) зіграти у Кубку Європейських Чемпіонів не довірили. Так тривало до 1965 року, коли в Кубок Кубків заявили київське «Динамо». «Ми вступаємо в змагання, умови якого, залаштункова боротьба і специфічні тактичні прийоми відомі нам лише з чуток», — говорив перед стартом тренер киян Віктор Маслов.
| | Чому було прийняте таке рішення, не знаю, але у нас в команді була така думка, що нас використовували, як «піддослідних кроликів». Для титулованих московських клубів це було дуже зручно — спокійно придивитися до турніру, не ризикуючи власною репутацією. Нам же довелося грати «наосліп»: жоден із суперників нам не був відомий. Ніяких касет із записами матчів майбутніх опонентів не було й близько. А вже щоб представник тренерського штабу з'їздив і подивився гру суперника наживо, це було взагалі чимось з області фантастики. Все було нове і невідоме. Одне слово — першопрохідці |
| — Півзахисник «Динамо» Андрій Біба, автор першого радянського голу в європейських клубних турнірах | |

Проте початок турніру видався вдалим — «Колрейн» з Північної Ірландії був переможений з рахунком 6:1 і 4:0. Після цього Динамо ще двічі обіграло норвезький «Русенборг» — 4:1 і 2:0. Але вже в 1/4 вилетіли від «Селтіку» (0:3 і 1:1), грати з яким довелося в середині січня. Тому ігрова форма киян була далекою від оптимальної, до того ж домашню гру вони проводили не в Києві, а в Тбілісі..

"Динамо Київ" у чемпіонському, та кубковому сезоні 1966 року

Наступний, 1966, рік став одним з найкращих в історії київського «Динамо». Команда перемогла в чемпіонаті СРСР, випередивши ростовський СКА на 9 очок, виграла Кубок СРСР (у фіналі перегравши «Торпедо» 2:0), п'ятеро динамівців (Сабо, Серебряніков, Островський, Поркуян і Банніков) вибороли бронзові медалі на чемпіонат світу в Англії, а Андрія Бібу визнали найкращим футболістом року в СРСР.
У 1967 то 1968 роках динамівці знову виграли чемпіонат СРСР, тим самим повторивши рекорд московського ЦДКА — 3 чемпіонства поспіль. В тому ж 1967 році кияни дебютували в Кубку чемпіонів. Підопічні Маслова на першій стадії сенсаційно вибили з розіграшу чинного володаря трофею — шотландський «Селтік», але в 1/8 фіналу поступилися чемпіону Польщі «Гурнику».
У 1969 році динамівці посіли 2 місце в чемпіонаті, поступившись московському «Спартаку». В Кубку чемпіонів кияни вибили «Аустрію» з Відня з рахунком 2:1 і 3:1, але програли італійській «Фіорентині» — 1:2 і 0:0.
У наступному сезоні «Динамо» зайняло тільки 7 місце в чемпіонаті. Команду покинули: Турянчик, Сабо, Банніков і Поркуян, а після закінчення першості з «Динамо» пішов і тренер Віктор Маслов.
1971 року наставником команди став заслужений тренер СРСР Олександр Севідов, а з «Рубіну» до клубу перейшов 22-річний Віктор Колотов, який згодом став один з найкращих півзахисників в історії радянського футболу, бувши незмінно сім років капітаном «Динамо», а в 1975–1976 роках і збірної СРСР. «Динамо» відразу виграло чемпіонат СРСР, а голкіпера команди Євгена Рудакова визнали найкращим воротарем і футболістом Радянського Союзу.
У 1972 та 1973 роках команда посідала другі місця, а Олег Блохін обидва сезони ставав найкращим бомбардиром динамівців з 14 і 18 голами відповідно.

### «Команда Лобановського»: 1973—1991
У жовтні 1973 року, перед матчем з «Карпатами» у Львові футболістам київської команди представили нового головного тренера — ним став 34-річний Валерій Лобановський. У січні 1974 року до Лобановського приєднався колишній партнер з «Динамо» Олег Базилевич, який після закінчення кар'єри тренував «Шахтар» (Донецьк). Цей тандем пропрацював до кінця 1976 року. Обидва наставники мали рівні права, хоча Базилевич був насамперед, видатним теоретиком, а Лобановський організовував тренувальний процес. У 1974 році до штабу також увійшов Анатолій Пузач. Олег Базилевич став ініціатором запрошення до клубу науковців з фізичної підготовки. Розробляв програму фізичної підготовки гравців науковець Анатолій Зеленцов. Після сезону 1974, преса характеризувала стиль динамівців під керівництвом нових тренерів не дуже позитивно і критикувала за раціоналізм, небажання грати в атакувальний футбол на виїзді (т. зв. «виїзна модель» — гра від оборони з метою здобуття нічиєї) та за дії на посередніх швидкостях. Але хороших результатів було досягнуто — у 1974 році кияни виграли чемпіонат і здобули Кубок СРСР.
Сформувався колектив, який міг змагатися з найсильнішими командами Європи. На воротах стояв Євген Рудаков, в обороні грали Віктор Матвієнко, Стефан Решко, Михайло Фоменко, Володимир Трошкін. В середній лінії діяли, зокрема, Володимир Мунтян, молодий Леонід Буряк, який швидко прогресував, капітан команди Віктор Колотов та Володимир Веремієв. Разом з Олегом Блохіним на вістрі діяв Володимир Онищенко. У традиційний «список 33 найкращих» футболістів СРСР 1974 року ввійшло 8 «динамівців», з них аж 7 — під № 1.
Початком «ери Лобановського» став дубль «Динамо» в 1974 році та визнання Олега Блохіна найкращим футболістом країни.
У 1975 році динамівці знову перемагають у чемпіонаті, випередивши «Шахтар» на 5 очок.

Динамо (Київ) з першими євротрофеями - 1975 рік

У 1975 році київське «Динамо» здобуло радянському клубному футболу перші в його історії європейські призи — Кубок кубків і Суперкубок УЄФА.
У перших трьох раундах Кубка володарів кубків кияни здолали софійський ЦСКА, «Айнтрахт» (Франкфурт), де виступав відомий Юрген Грабовскі й турецький «Бурсаспор». Півфінальним суперником «Динамо» став чемпіон Нідерландів — ПСВ. Київська гра завершилась розгромом гостей 3:0, а повторну гру мінімально динамівці програли — 1:2.
У фіналі, що відбувся 14 травня 1975 року в Базелі, команда Лобановського перемогла угорський «Ференцварош» — 3:0. Дубль зробив Володимир Онищенко, один гол забив Олег Блохін.
За підсумками турніру, «Динамо» здобуло 8 перемог у 9 матчах, тобто у 88,88 % всіх поєдинків — станом на 2021 рік це другий показник серед усіх команд-переможниць головних єврокубкових турнірів.
Восени того ж 1975 року двоматчеве протистояння з володарем Кубка європейських чемпіонів німецькою «Баварією» принесло радянським футболістам дві «сухі» перемоги 1:0 у Мюнхені та 2:0 у Києві та титул найсильнішої команди Європи. Динамівці зуміли переграти клуб, який був базовим для чемпіона світу 1974 — збірної Західної Німеччини та мав у своєму складі зірок європейського футболу Зеппа Маєра, Франца Бекенбауера, Ганса-Георга Шварценбек і Герда Мюллера.
Всі 3 голи у цих іграх провів Олег Блохін, якого у кінці року «Франс Футбол» визнав найкращим футболістом Європи й вручив «Золотий м'яч». Крім нього, у класифікації був ще один динамівець — Леонід Буряк, який поділив 23—26 місця. Тоді ж «Динамо» встановило рекорд радянського «списку 33 найкращих»: у переліку опинилося аж 12 киян і 8 з них були під № 1. Футболісти-переможці Кубка володарів кубків отримали найвище спортивне звання — «Заслужений майстер спорту» (див. Список заслужених майстрів спорту СРСР з футболу 1975). За підсумками 1975 року британська Асоціація спортивних журналістів визнала «Динамо» (Київ) найсильнішою футбольною командою світу.
Після тріумфу 1975 починається певний спад у грі «Динамо», що триває до 1985 року. Команда й далі виграє радянські трофеї, проте прориву в грі немає. Окрім того, тривають постійні невдачі в єврокубках. 1983 року В. В. Лобановський, призначений головним тренером збірної СРСР, залишає «Динамо» і повертається до клубу 1984 року. Нова «команда Лобановського» підтверджує свій міжнародний клас: 1986 року «Динамо» вдруге перемагає в Кубку Кубків, у збірній СРСР майже повним складом виступає на ЧС-86 і ЧЄ-88, де стає віцечемпіоном Європи. Ігор Бєланов — другий динамівець — лауреат «Золотого м'яча» (1986).
В кінці 80-х — на початку 90-х «Динамо» займається активною трансферною політикою, повністю змінюючи свій склад. «Динамо» ще виграє передостанній чемпіонат СРСР, проте клуб знову залишив Лобановський, а рівень молодих гравців був невисоким.

### Третій прихід Лобановського: 1997—2002
Після утворення незалежного чемпіонату, «Динамо» стає однозначним лідером українського футболу 90-х, хоча й не виграє перший чемпіонат. Команда бере участь у пробному розіграші Ліги чемпіонів 91/92 років. 1993 року в «Динамо» відбувається внутрішній господарський конфлікт — клуб переходить у власність Григорія Суркіса, перетворившись на акціонерне товариство. 1994 року керівництво «Динамо» підтримує на виборах Леоніда Кравчука, і на певний час потрапляє в немилість у владних колах.
Протягом 90-х нове керівництво відновлює клубну інфраструктуру. Будується нова заміська база.
1995 року відбувається грандіозний скандал. «Динамо» добивається права участі в Лізі чемпіонів, однак після першого матчу суддя Антоніо Хесус Лопес Ньєто звинувачує клуб у спробі підкупу шубами. Після короткого розгляду, УЄФА дискваліфікує клуб з розіграшу, заборонивши участь у єврокубках на два роки. 1996 року «Динамо» добивається зняття дискваліфікації, проте реабілітації не сталося.
1996 року «Динамо» повністю провалює єврокубковий сезон, після чого керівництво вкотре звертається до В. В. Лобановського з пропозицією повернутися. Цього разу Лобановський дає згоду, і відбувається останнє повернення.
Всі 90-ті, через дуже низький рівень внутрішнього чемпіонату, «Динамо» є беззаперечним лідером українського чемпіонату. В 1997—1999 «Динамо» досягає значних успіхів у єврокубках, досягши чвертьфіналу та півфіналу Ліги чемпіонів у сезонах 1997/1998 та 1998/1999 років відповідно, а також здобувши одні зі своїх найпам'ятніших перемог в єврокубках: двічі розгромивши «Барселону» на груповому етапі у 1997 році (3:0; 0:4) і вибивши мадридський «Реал» у чвертьфіналі 1999 року (1:1; 2:0).
Після успіхів 1999 року відбуваються трансфери Андрія Шевченка та Олега Лужного до «Мілана» та «Арсеналу». Клуб по інерції ще досить вдало виступає на євроарені, проте очевидним стає спад у грі. Разом з тим у внутрішньому чемпіонаті у «Динамо» врешті з'являється конкурент на золото — донецький «Шахтар».
У травні 2002 року під час матчу з запорізьким «Металургом» у В. В. Лобановського стається серцевий напад, що завершується смертю наставника. Шокований клуб не зміг отямитися до кінця чемпіонату, віддавши чемпіонство донецькому «Шахтарю».

### Середина «нульових»: 2002—2008

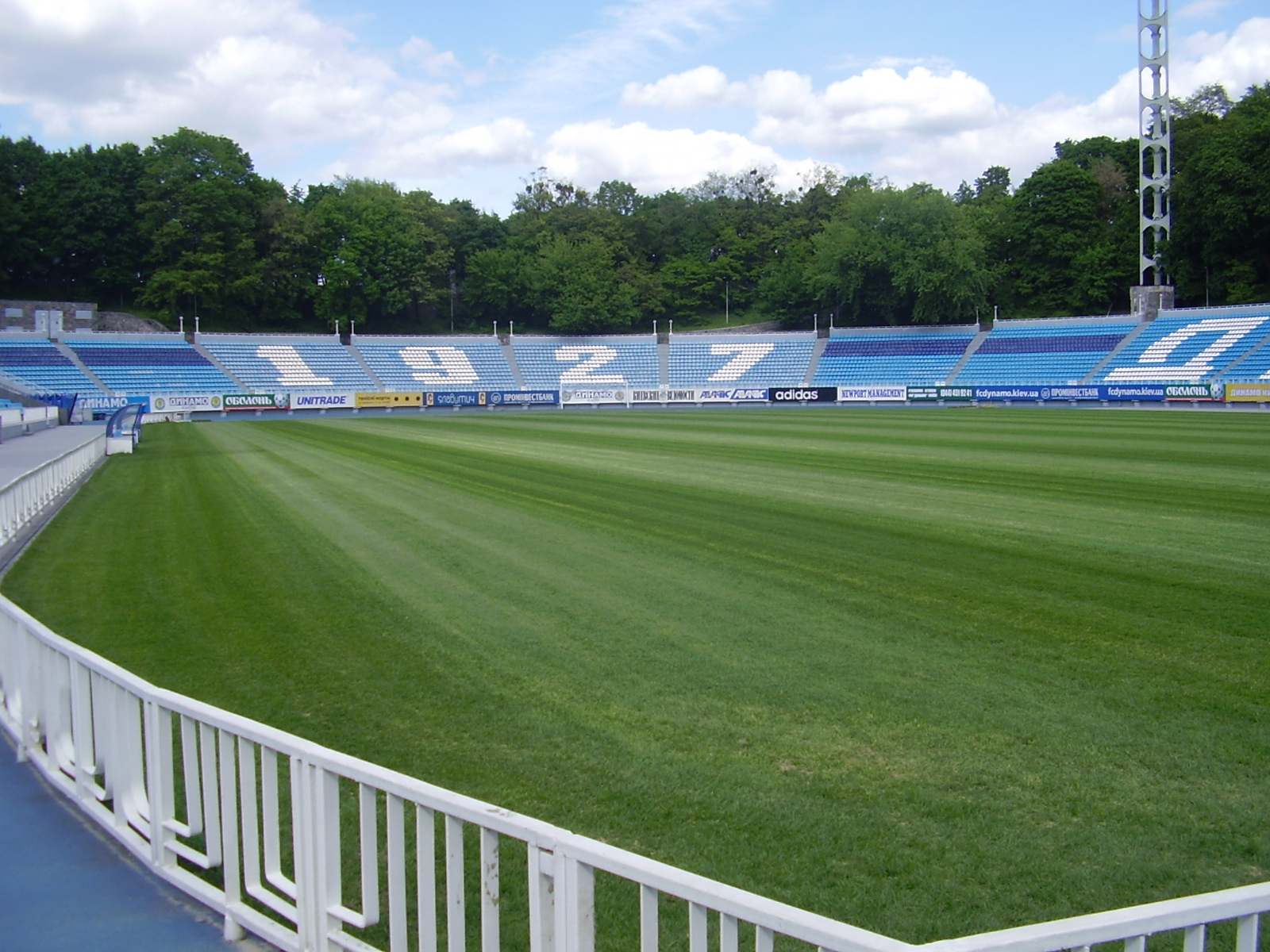
Стадіон «Динамо» ім. В. Лобановського

Період після Валерія Лобановського розпочинається його послідовником Олексієм Михайличенком, якому вдається повернути чемпіонство до Києва, однак в єврокубках команда ніяк не може навіть наблизитися до гри «Динамо» кінця 90-х. У 2004 Михайличенка змінює Йожеф Сабо, потім у 2005 приходить ще один вихованець «Динамо» — Леонід Буряк.
Саме 2005 року починаються ганебні виступи киян в Лізі чемпіонів — спочатку 2005 року «Динамо» взагалі вперше за 9 років не потрапляє до групового турніру, а 2006 року, вже під керівництвом Дем'яненка ганебно провалює груповий турнір, не спромігшись досягти жодної перемоги. В сезоні 2007—2008 Ліги чемпіонів «Динамо» повторило антирекорди Ліги чемпіонів, програвши всі 6 матчів з 6.

### Від Сьоміна до Хацкевича: 2008—2018
Із січня 2008 року наставником став перший в історії клубу іноземний фахівець — росіянин Юрій Сьомін, відомий завдяки своїй багатолітній роботі у «Локомотиві» (Москва). Влітку 2008 року «Динамо» кваліфікувалось до групового етапу Ліги чемпіонів, двічі перемігши у 3-му кваліфікаційному раунді московський «Спартак» (перемоги 4:1 у Москві та Києві).
2009 року «Динамо», перемігши у плей-оф Кубка УЄФА іспанську «Валенсію», український «Металіст» і французький «Парі Сен-Жермен», потрапив до півфіналу турніру, де поступився майбутньому володарю трофею — донецькому «Шахтарю». У чемпіонаті України 2008/09 кияни ще задовго до кінця забезпечили собі «золото» — відрив від віцечемпіона «Шахтаря» становив аж 15 очок.
У червні 2009 року Юрій Сьомін залишив посаду головного тренера, повернувшись до московського «Локомотива». Головним тренером було призначено росіянина Валерія Газзаєва.
Сезон 2009/2010 «Динамо» розпочало матчем за Суперкубок України, де перемогло полтавську «Ворсклу» (0:0, по пенальті 4:2).
Також «Динамо» відзначилось подвійним розгромом своїх суперників у 1-му (вдома над «Чорноморцем» з Одеси, рахунок 5:0) та 2-му (у гостях над «Таврією» з Сімферополя, рахунок 6:0) турах. Ближче до зимової перерви рівень гри «Динамо» помітно знизився, а після перерви настав ще більший спад у грі. Завдяки прикрим поразкам на виїзді «Закарпаттю» та «Карпатам» (обидва 1:0) команда втратила очки й значно погіршила шанси на чемпіонство. Питання чемпіонства вирішувалося 5 травня 2010 року, коли «Динамо» грало в Донецьку з «Шахтарем», але поразка 0:1 достроково зробила чемпіонами гірників.
Сезон 2010/2011 «Динамо» почало з поразки в 4-му етапі кваліфікації Ліги чемпіонів від амстердамського «Аякса». Потім був ганебний старт у Лізі Європи (поразка від «Шерифа» 0:2), після чого головний тренер В. Газзаєв подав у відставку. Керувати командою до зими знову став Олег Лужний, під проводом якого «Динамо» змогло здобути путівки до плей-оф Ліги Європи. 24 грудня 2010 на посаду головного тренера знову було прийнято Юрія Сьоміна. В другій половині сезону «Динамо» дійшло до 1/4 Ліги Європи й знову нічого не змогли протиставити «Шахтарю» в чемпіонаті.
Сезон 2011/2012 «Динамо» почало з перемоги над «Шахтарем» у розіграші Суперкубку України 3:1.
«Динамо» не змогло вийти до групового етапу Ліги чемпіонів, двічі програвши казанському «Рубіну». Після цього «Динамо» провалило виступи в Лізі Європи, посівши 3-є місце в групі. В чемпіонаті України «Динамо» знову зайняло 2-ге місце, на фініші зігравши 2 останні гри унічию.
Сезон 2012/2013 став найбільш провальним для «Динамо» за всі часи розіграшу чемпіонатів України. Команда зайняла 3-є місце в чемпіонаті, програвши 4 матчі з 4-х, клубам, що зайняли 1-ше та 2-ге місця («Шахтар» та «Металіст» відповідно). Не досягла успіхів команда також і в Лізі Європи (виліт на стадії 1/16) та Кубку України (виліт на стадії 1/16 від «Шахтаря»).
У сезоні 2013/2014 команда вперше за всю історію не отримала медалей, посівши 4-е місце в чемпіонаті. По ходу весняної частини чемпіонату був звільнений Олег Блохін, останні матчі клуб провів під керівництвом Сергія Реброва. Разом з тим, «Динамо» вибороло перший трофей з 2009 року, перемігши в фіналі Кубку України донецький «Шахтар».
У сезоні 2014/2015 під керівництвом Сергія Реброва команда змогла повернути собі чемпіонство, а також вдруге поспіль перемогло в розіграші Кубку України. В розіграші Ліги Європи команда дійшла до стадії 1/4 фіналу.
У наступному сезоні 2015—16 під керівництвом Реброва команда другий рік поспіль завоювала золоті нагороди чемпіонату України, вперше за 17 років вийшла до стадії плей-оф Ліги чемпіонів, зупинившись на стадії 1/8 фіналу ЛЧ та 1/4 фіналу Кубку України з футболу.
На початку 2017 року голова профспілки футболістів України Олег Печерний заявив, що гравці клубу почали із затримкою отримувати зарплатню.
У лютому 2018 року «Динамо» зуміло обійти грецький АЕК в 1/16 фіналу Ліги Європи УЄФА та потрапити в 1/8 фіналу.

### Фіаско Хацкевича та Михайличенка
У сезон 2019—2020 команда продовжила працювати під керівництвом Олександра Хацкевича. У літнє трансферне вікно команду поповнили легіонери Мохаммед Кадірі та Жерсон Родрігеш, а також із «Зорі» перейшов Олександр Караваєв. Разом з тим команду покинули воротарі Артур Рудько та Максим Коваль, захисники Микола Морозюк та Богдан Михайліченко. Сергій Булеца та Владислав Супряга, які влітку 2019 року стали чемпіонами світу серед молоді, відправилися в оренду у «Дніпро-1».
28 липня у першому офіційному матчі сезону «Динамо» здолало «Шахтар» з рахунком 2:1 та стало володарем Суперкубку України. Основним завданням команди на початку сезону був вихід у груповий етап Ліги чемпіонів. У третьому кваліфікаційному раунді суперником киян стало бельгійське «Брюгге». Після виїзної поразки 0:1, «Динамо» зіграло вдома нічию 3:3 та вилетіло із турніру в груповий етап Ліги Європи. Між цими двома матчами «Динамо» вдома поступилося у третьому турі чемпіонату донецькому «Шахтарю».
Цей провал на початку сезону змусив керівництво звільнити Олександра Хацкевича, про що стало відомо 14 серпня. Новим тренером команди став Олексій Михайличенко, який вже очолював киян з 2002 по 2004 роки, та на момент призначення перебував на посаді спортивного директора «Динамо». Варто відзначити, що зміна тренера не допомогла команді суттєво покращити спортивні результати. У наступних трьох турах чемпіонату, після призначення нового тренера, «Динамо» зіграло у нічию з «Олімпіком» та «Зорею», а також програло «Десні».
Паралельно з невдачами у внутрішньому чемпіонаті, «Динамо» провалилося також на євроарені. У групі Ліги Європи суперниками киян були «Мальме», «Копенгаген» та «Лугано». «Динамо» по два рази зіграло у нічию із «Копенгагеном» та «Лугано», а також обмінялося домашніми перемогами із «Мальме», посівши третє місце у групі. Це вперше із розіграшу 2011–2012 кияни не вийшли із групи Ліги Європи.
В осінню частину чемпіонату «Динамо» завершило на другому місці із суттєвим відставанням від «Шахтаря», зазнавши чотирьох поразок, тричі зігравши у нічию, та здобувши одинадцять перемог. Серед позитивних моментів можна відзначити перемогу над «Шахтарем» у 1/8 розіграшу кубку України.
У зимове трансферне вікно «Динамо» підписало ще двох легіонерів: Ібрагіма Каргбо та Беніто. Тамаш Кадар, який був основним захисником, перейшов у китайський клуб «Шаньдун Лунен». Остаточно команду покинули Дерліс Гонсалес та Карлос Самбрано. Жерсон Родрігеш не зумів стати гравцем основи та відправився в оренду в чемпіонат Туреччини. Також у турецький клуб був відправлений вихованець клубу Денис Гармаш.
Після відновлення чемпіонату «Динамо» здобуло три перемоги та зазнало поразки від «Дніпра-1» (у цьому матчі хет-трик у ворота киян забив Владислав Супряга). Другий етап чемпіонату кияни розпочали із нічиї із «Десною», після чого розіграш турніру було призупинено у зв'язку із пандемією COVID-19. Чемпіонат відновився 31 травня, матчем проти «Шахтаря», де команда знову поступилася гірникам. У восьми матчах, що залишалося зіграти «Динамо» вело боротьбу за друге місце із «Зорею» та «Десною». Найважливішими виявилися очні зустрічі із «Зорею», у яких кияни перемогли та випередили на фініші луганський клуб на одне очко у боротьбі за срібні медалі. За підсумками чемпіонату «Динамо» зазнало дев'ять поразок, що стало найгіршим результатом клубу в розіграшах чемпіонату України.
Попри погані виступи у чемпіонаті, «Динамо» зуміло завоювати кубок України. У чвертьфіналі вони мінімально перемогли «Олександрію», а у півфіналі першоліговий «Минай». Фінальний матч проти полтавської «Ворскли» складався дуже важко для команди. Вони пропустили першими, але завдяки голу Вербича зуміли швидко відігратися. Матч дійшов до серії пенальті, де «Динамо» виявилося сильнішим — 8:7.

### Керівництво Луческу
Попри завоювання кубка України у попередньому сезоні, Ігор Суркіс вирішив звільнити Олексія Михайличенка з посади головного тренера. Вибір керівництва впав на колишнього тренера «Шахтаря» Мірчу Луческу, який очолював гірників дванадцять років та вісім разів ставав чемпіоном України з цією командою. Це призначення викликало обурення у футбольному суспільстві. Відомі колишні гравці клубу та ультрас київського клубу були невдоволені цим призначенням, враховуючи історію протистояння київського та донецького клубів та всі провокативні вислови Луческу в сторону «Динамо». У таборі «Шахтаря» також не могли сприйняти рішення свого колишнього тренера очолити принципових конкурентів. Під тиском суспільства Мірча Луческу роздумував покинути команду одразу після призначення, але вирішив готувати команду до сезону.
Під час літнього трансферного вікна у команду повернулися гравці, які виступали в орендах та добре себе там зарекомендували: Олександр Тимчик, Богдан Лєднєв, Владислав Супряга, а також легіонер Жерсон Родрігеш. Також до команди приєднався Артем Кравець, який вже виступав за киян з 2006 по 2018 роки, однак вже через місяць після повернення гравець знову залишив команду. Серед підсилень команди можна відзначити безоплатне підписання Клейтона та оренду Тудора Белуце із Брайтона. Влітку безоплатно команду залишив хорват Йосип Пиварич, який три роки виступав у клубі. Окрім цього деякі легіонери клубу були відправлені в оренду: Беніто, Ібрагім Каргбо, Кадірі, Фран Соль.
На початку сезону, через кадрові проблеми у центрі захисту Ілля Забарний був переведений з молодіжної команди та зумів закріпитися в основному складі киян. Згодом він також став викликатися до складу збірної України. Також свої дебютні матчі за «Динамо» провів воротар Руслан Нещерет.
Перший офіційний матч нового сезону відбувся 21 серпня. У ньому столичний клуб переміг донецький «Олімпік» з рахунком 4:1, а Владислав Супряга, забив свій дебютний гол за команду. 25 серпня відбувся матч за Суперкубок України. Це була перша зустріч «Шахтаря» проти свого колишнього тренера. До цієї зустрічі «Динамо» та «Шахтар» підходили з рівною кількістю перемог у цьому турнір (по 8 титулів). Кияни на цей матч обрали захисну тактику та грали на контратаках, що дозволило їм перемогти з рахунком 3:1. Пріоритетним завданням для команди на осінню частину сезону був вихід у груповий етап Ліги чемпіонів, де «Динамо» не грало із розіграшу 2016—2017 років. Третій кваліфікаційний раунд, з якого розпочинало турнір «Динамо», складався з одного матчу у зв'язку із пандемією COVID-19. На цій стадії кияни приймали вдома нідерландський АЗ, та зуміли перемогти з рахунком 2:0. На стадії плей-оф суперником «Динамо» став бельгійський «Гент», за який виступали два колишні динамівці Роман Яремчук та Роман Безус, а також ще один українець Ігор Пластун. Після виїзної перемоги 1:2, кияни розгромили суперників у домашньому матчі 3:0 та успішно виконали завдання потрапляння у груповий етап Ліги чемпіонів.
Динамівці були у третьому кошику при жеребкуванні та отримали у суперники «Ювентус», «Барселону» та «Ференцварош», який очолював колишній тренер «Динамо» Сергій Ребров. Кияни двічі поступилися іспанському та італійському грандам та вели боротьбу за третє місце з угорським клубом. У матчі другого туру «Динамо» перемагало на виїзді «Ференцварош» з рахунком 0:2 після першого тайму, однак у другому таймі пропустили двічі та втратили перемогу на останніх хвилинах матчу. Вихід у Лігу Європи вирішувався у домашньому матчі з «Ференцварошем». Це був матч шостого туру групового турніру. І український, і угорський клуб мали в активі лише одне очко. «Динамо» перемогло завдяки єдиному голу, який забив захисник Денис Попов.
У лютому «Динамо» розпочало виступи у Лізі Європи. В 1/16 фіналу суперником киян був «Брюгге». Після нічиєї у домашньому матчі (1:1), «Динамо» зуміло перемогти на виїзді завдяки голу Віталія Буяльського (1:0). В 1/8 фіналу кияни двічі поступилися «Вільяреалу» з рахунком 0:2, який у підсумку став переможцем турніру.
На внутрішній арені «Динамо» виступало стабільно та завоювало чемпіонство, захопивши лідерство у турнірній таблиці з 4-го туру. У 26-и матчах чемпіонату кияни здобули 20 перемог. У матчах із «Десною», «Зорею», «Колосом» та «Маріуполем» зіграли в нічию. Єдиної поразки «Динамо» зазнало від «Шахтаря». Це був матч 9-го туру чемпіонату. Кияни підходили до нього із кадровими втратами через спалах COVID-19 у складі команди. Це чемпіонство стало першим з сезону 2015—16, а Мірча Луческу встановив історичне досягнення, ставши чемпіоном і з «Динамо», і з «Шахтарем».
Виступи у кубку України розпочали на стадії чвертьфіналу. На цій стадії «Динамо» лише у серії пенальті здолало «Колос». У півфіналі впевнено розгромили першоліговий «Агробізнес» (3:0). У фіналі проти луганської «Зорі», Віктор Циганков у додатковому часі забив єдиний гол та приніс тутул своїй команді.
У літнє трансферне вікно 2021 року до складу киян безкоштовно перейшов Владислав Кулач, найкращий бомбардир попереднього сезону чемпіонату України. Позицію нападника посилили Ерік Рамірес та Ілля Шкурін, на фланги нападу були підписані Вітіньйо та Денис Антюх. Після розформування молодіжного чемпіонату України (U-21), «Динамо» розпочало співпрацю в одеським «Чорноморцем», який повернувся у Прем'єр-лігу. Головний тренер «Динамо U-21» Юрій Мороз очолив одеситів, а 16 гравців київської команди відправилися туди в оренду.
Під час жеребкування групового етапу Ліги чемпіонів, «Динамо» було у четвертому кошику, отримавши у суперники «Баварію», «Барселону» та «Бенфіку». Перший матч кияни зіграли в дома із «Бенфікою», розписавши нульову нічию. Виїзний матч проти «Баварії» завершився розгромною поразкою 0:5. Після цього двічі поступилися «Барселоні» (0:1). Після домашньої поразки від «Баварії» (1:2), «Динамо» втратило шанси посісти третє місце у групі. В останньому турі поступилися «Бенфіці» (0:2), а перший гол у ворота «киян» забив їх вихованець — Роман Яремчук. У підсумку «Динамо» набрало одне очко, забивши лише один гол, та посіли останнє місце у групі, завершивши єврокубкову кампанію.
Суперкубок України, який мав відбутися 24 липня, на прохання українських грандів перенесли на 22 вересня. «Динамо» три роки поспіль перемагало «Шахтар» у цих змаганнях, але цього разу вони зазнали розгромної поразки 0:3.
Незважаючи на невдалі виступи у Лізі чемпіонів, «Динамо» дуже впевнено виступало у чемпіонаті України. З перших турів «кияни» посіли перше місце, лідируючи до 14 туру у якому вони поступилися «Ворсклі». Наступні три тури лідерство визначалося різницею забитих та пропушених голів, оскільки у «Динамо» та «Шахтаря» була однакова кількість набраних очків. В останньому турі осінньої частини «кияни» втратили очки із «Зорею» (1:1), відстаючи від «Шахтаря» на два очки перед зимовим переривом.
1 січня 2022 року офіційно оголосили про перехід лівого зависника Віталія Миколенка до складу «Евертона». За неофіційною інформацією за цей трансфер «кияни» отримали близько € 23,5 млн.
Через російське вторгнення в Україну чемпіонат був закінчений раніше, і за проміжними результатами клуб посів 2 місце. 1 липня ФІФА прийняла скандальний закон про призупинення контрактів російських та українських легіонерів з їхніми клубами, після чого чемпіонат України покинула чимала частка легіонерів. Так Динамо Київ покинули такі гравці як Вітіньо, Карлос де Пена, Беньямін Вербич, відправились в оренду Томас Кендзьора, Георгій Цітаїшвілі, Жерсон Родрігес,  а відправились в оренду і повернулися до або протягом сезону Беніто та Ерік Рамірес. Наступний сезон 2022/23 розпочався з розгрому 3:0 Дніпро-1 та Зорі 3:2. Врешті протягом першої половини сезону клуб посів 4 місце. 
Зимою клуб за 250 тис. євро підписав македонського півзахисника Решата Рамадані. Натомість було здійснено трансфери Віктора Циганкова в іспанську Жірону за 5 млн. євро + 50% від подальшого перепродажу, та Іллі Забарного в англійський Борнмут за 27 млн. євро. 

## Емблеми клубу
Всесоюзне товариство «Динамо» виникло в 1923 році. У той же рік свій перший матч провела футбольна команда московського «Динамо». Потрібно було створити клубну емблему та форму. Керівництво ГПУ віддало відповідний наказ. Справу передоручили відомому в Москві спортсменові й художнику Олександру Борисову. Саме він придумав букву «Д» в ромбі. Автор пропонував помістити всередину емблеми також фігуру футболіста, що рветься до м'яча. Однак такий варіант начальство відкинуло. Пізніше вийшов відомчий наказ: «Літера „Д“ повинна вписуватися в ромб під строго певним кутом, з дотриманням техніки письма, запропонованої автором».
Коли клуб «Динамо» з'явився в Києві, його емблемою став точно такий же ромб з літерою, а кольорами — білий і синій.
У 1939 році, з нагоди 15-річчя товариства, «Динамо» було нагороджене орденом Леніна. Через це відбулися незначні зміни в емблемі товариства — у верхньому куті ромба з'явилася червона зірочка, яка і мала символізувати нагороду. Проте це не змінило форму — на футболках динамівців була лише або літера «Д», або вона ж у ромбі, але без зірочки.
У 1957 році після чергової реорганізації спортивного руху в країні кількість всесоюзних спортивних товариств скоротилась до мінімуму. У кожній республіці почали з'явитись свої спортивні товариства. Реорганізація торкнулася в 1960 році й ВФСТ «Динамо». Проте з офіційною емблемою Українська Рада «Динамо» не поспішала. Вона з'явилася лише на початку 70-х років. Була збережена традиційна буква «Д», але вже на фоні прапора радянської України й надписом «УРСР».
Питання про зміну емблеми київського «Динамо» постало в 1989 році, після створення футбольного клубу. Керівництву клубу дуже хотілося винайти щось своє, тому був оголошений конкурс на найкращу емблему клубу. Було чимало різноманітних пропозицій, частина з яких знайшла своє втілення в сувенірній продукції. Водночас «Динамо» змінило кольори форми на жовто-блакитні. Проте основою емблеми ФК «Динамо» (Київ) залишилась та ж сама літера «Д», під якою було додано слово «Київ».
У 1996 році нове керівництво ФК «Динамо» удосконалило емблему клубу: додало 1927 рік — рік заснування товариства «Динамо» в Києві, коло, по краях якого з'явилась повна назва клубу і жовтий фон, як данина жовто-блакитній формі 1990—1991 років.
У 2003 році, після завоювання десятого чемпіонського титулу, емблема доповнилася зірочкою, яка і символізує цей здобуток.
У березні 2007 року, напередодні 80-річчя клубу, навколо емблеми додали золотий вінок, в якому знаходилось число 80. Проте вже у вересні того ж року до першої зірки була додана ще одна, яка мала символізувати 13 перемог у чемпіонатах СРСР.. З 2008 року, після закінчення ювілею, золотий вінок був прибраний
Проте певна частина фанатів «Динамо» не приховувала роздратування від жовто-блакитної круглої емблеми й далі використовувала на транспарантах стару емблему клубу — букву «Д» в ромбі.
14 жовтня 2010 року клуб «Динамо» офіційно заявив, що з наступного сезону у клуба буде нова емблема. Швидше за все це буде повернення літери «Д» у ромбі та відсутність жовтого кольору, але обов'язково мають залишитися дві зірки. Проте велика кількість легендарних футболістів клубу не підтримували це рішення.
3 липня 2011 року, о 18:00 футбольний клуб «Динамо» (Київ) представив оновлений логотип, під яким команда виступатиме у всіх змаганнях, починаючи з сезону 2011/2012. Презентація відбулась у конференц-залі стадіону «Динамо» імені Валерія Лобановського. Емблему розробили фани Динамо Київ.

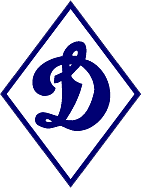
1926—1939 рр.
1939—1972 рр.
1972—1989
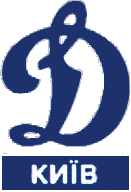
1989—1996
1996—2003
2003—2007
Травень — серпень 2007
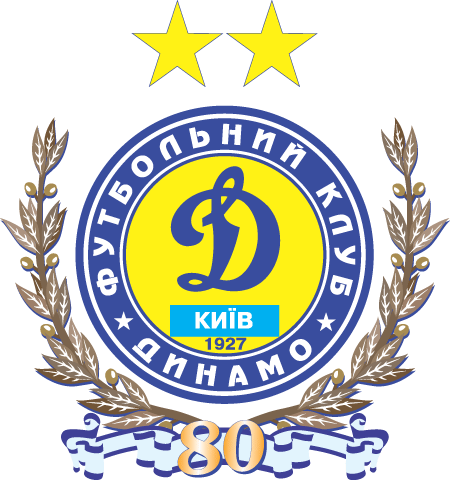
Вересень — грудень 2007
3 липня 2011 – 24 травня 2025
з 24 травня 2025

## Кольори форми
8 жовтня 1924 року створена Центральна рада пролетарських спортивних товариств «Динамо» визначила кольори товариства. На відміну від червоного кольору (колір пролитої крові) армійських спортсменів, чекісти вирішили символізувати слова свого наставника Фелікса Дзержинського про світлі та чисті думки працівників цієї організації, тому обрали біло-сині кольори. У формі з білою сорочкою з буквою «Д» в ромбі та синіми шортами київський клуб і провів свій перший матч проти збірної Білої Церкви, програвши 1:2.
Ця форма залишалась незмінною до 1936 року, коли був створений чемпіонат СРСР. На честь цього на футболках гравців з'явилася широка горизонтальна смужка, яка залишалась до 1949 року (згодом у 1962, 1973—1975 та 2010—2011 роках клуб повертався до ідеї з цією смужкою як данина історії). Коли до Києва приїздили команди з білим комплектом екіпірування, гравці київського клубу грали в червоних футболках. Саме в такій формі кияни провели свій перший офіційний матч чемпіонату СРСР в 1936 році проти московського «Динамо», програвши 1:5.
Під час нацистської окупації «Динамо» не діяло, але більшість футболістів грали у місцевій команді «Старт», яка мала червоні кольори.
У 1947 році на формі з'явились сині об'ємні комірці, а з нового сезону 1948 року почали грати з новим комірцем, який мав V-подібну форму і також був синього кольору (такого типу комір повернеться в 1965—1971 роки). Також з'являється синій комплект форми, який мав зворотну гаму кольорів.
У 1951 році горизонтальна смужка зникла, а замість неї на формі з'явилась характерна буква «Д», яка залишалась на формі кілька десятиліть. Протягом цього десятиліття кияни знову експериментували з різними варіантами комірців на формі. Основними кольорами залишалися білий та синій. Саме у виїзній синій формі «Динамо» в фіналі Кубка СРСР 1954 року перемогло єреванський «Спартак» 2:1 і здобуло свій історичний дебютний трофей.
1960 року на футболці з'являється коса смуга з лівого плеча донизу направо. Ймовірно, «динамівці» взяли цей елемент форми у бразильської команди «Васко да Гама», яка у 1957 році приїздила до СРСР на товариські матчі і мала на своїй формі аналогічну характерну діагональну смугу, про що згадував учасник того матчу Олег Макаров у своїй книзі «Воротар». З цією формою уже наступного року кияни виграли свій перший титул чемпіона СРСР. У тому ж 1961 році «динамівці» також мали інший незвичайний комплект форми — деякі матчі вони грали у білій футболці з синіми вертикальними лініями. Значно пізніше, у 2013 році, Adidas створив для «Динамо» гостьову форму на сезон 2013/14, засновані на цій історичній.
1962 року була видозмінена літера «Д», яка стала більш прописною, а також з'являється новий трикутний синій елемент. Крім того, в деяких матчах кияни грали з горизонтальною смужкою, або з іншим напрямом косої смуги, а також просто синьою формою. А ще один із комплектів форми киян був незвичного зеленого кольору. У новій формі «динамівці» зіграли декілька матчів, зокрема принциповий поєдинок проти московського «Торпедо». Москвичі вийшли на матч у білих футболках, кияни — у зелених.

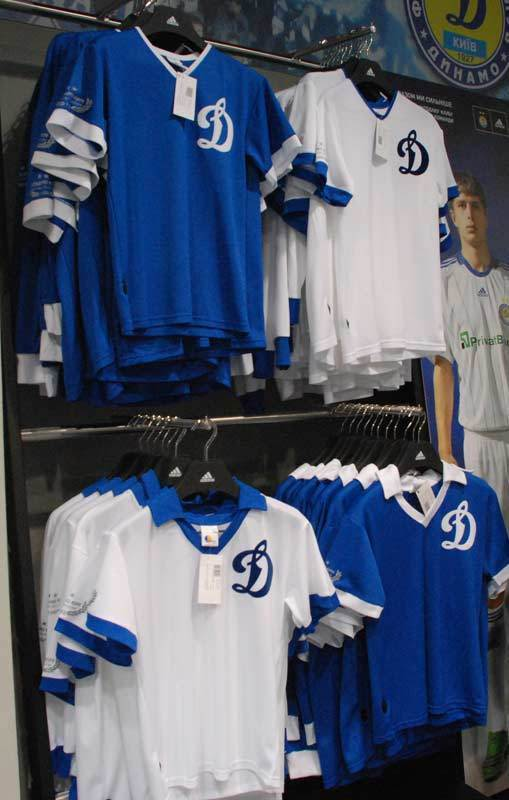
Ретро-форми «Динамо»

З другої половини 1960-х років «динамівці» повернулись до чисто білої футболки, із синіх елементів на «домашньому» комплекті залишилася тільки буква «Д», і навіть гетри стали суцільно білого кольору. За однією з версією такий «чисто-білий» варіант форми був взятий у мадридського «Реала», який у той час був найсильнішім клубом Європи. В такому варіанті команда виступала до 1973 року, коли повернулась до горизонтальної смуги.
1975 року «Динамо» почало співпрацю з Adidas, завдяки чому з'являються знамениті смужки — фірмова фішка компанії. У наступні роки форма киян суттєвих змін не зазнала, поки 1978 року не додалася одна цікава деталь. Adidas змінив шрифт ігрових номерів на реверсній стороні білого комплекту форми. На футболках з'явилися трьохсмугові номери — Adidas German Style. Створені вони були ще у 1977 році, але стали популярними після чемпіонату світу в Аргентині, де використовувалися збірними-клієнтами німецької фірми.
У середині 1980-х років «Динамо» починає грати з синіми вставками на плечах, зокрема у такій формі кияни виграли фінал кубка СРСР 1985 року.
1987 року «Динамо» стало першим радянським клубом, який наніс рекламу на футболки. Нею стала Commodore — американська компанія, що довгий час була помітним гравцем на ринку персональних комп'ютерів. Перший матч зі спонсором на грудях кияни зіграли у єврокубках проти «Бешикташа».
У 1989 році київське «Динамо» змінило технічного спонсора. Довготривалі відносини з Adidas підійшли до кінця, і новим партнером киян стала французька компанія Duarig. Звичайно, змінився дизайн форми. Зникли знамениті «адідасівські» смужки, замість яких з'явився масивний синій комірець. Втім, співробітництво киян з французами тривало лиш півроку — вже влітку кияни підписали контракт з відомою британською компанією Admiral.
У 1990 році, за безпосередньої участі першого президента київського клубу Віктора Безверхого, столичний клуб отримав нову концепцію форми у стилі національних кольорів — жовта футболка та сині шорти. Перший матч у патріотичній формі кияни зіграли проти московського «Торпедо» 25 серпня 1990 року. Наступного року команда повернулась до білих футболок, а від попередньої залишилися лише жовті вставки на рукавах.
1992 року у першому чемпіонаті незалежної України «Динамо» знову змінила виробника форми, повернувшись до традиційної для себе білої формі від компанії Umbro, яка залишалась з киянами до 1996 року. В останні роки співпраці з компанією домашня біла форма мата тоненькі сині вертикальні смужки, а на виїзній синій були більш ширші темно-сині смуги.
Після повернення до Динамо Валерія Лобановського, київське Динамо змінило технічного спонсора та уклало довгостроковий контракт із Adidas. Окрім повернення знаменитих «адідасівських» смужок, головною особливістю форми стала перенесення нового жовто-блакитного логотипу клубу в центр футболки.
У 2002—2004 роках «Динамо» грало у чисто-білій формі, після чого на домашній білій формі з'явилася темно-синя стрічка, що йде навскіс від правого плеча до пояса. У схожих майках динамівці вже грали — 1961 року, але цього разу смуга була перевернута іншим боком.

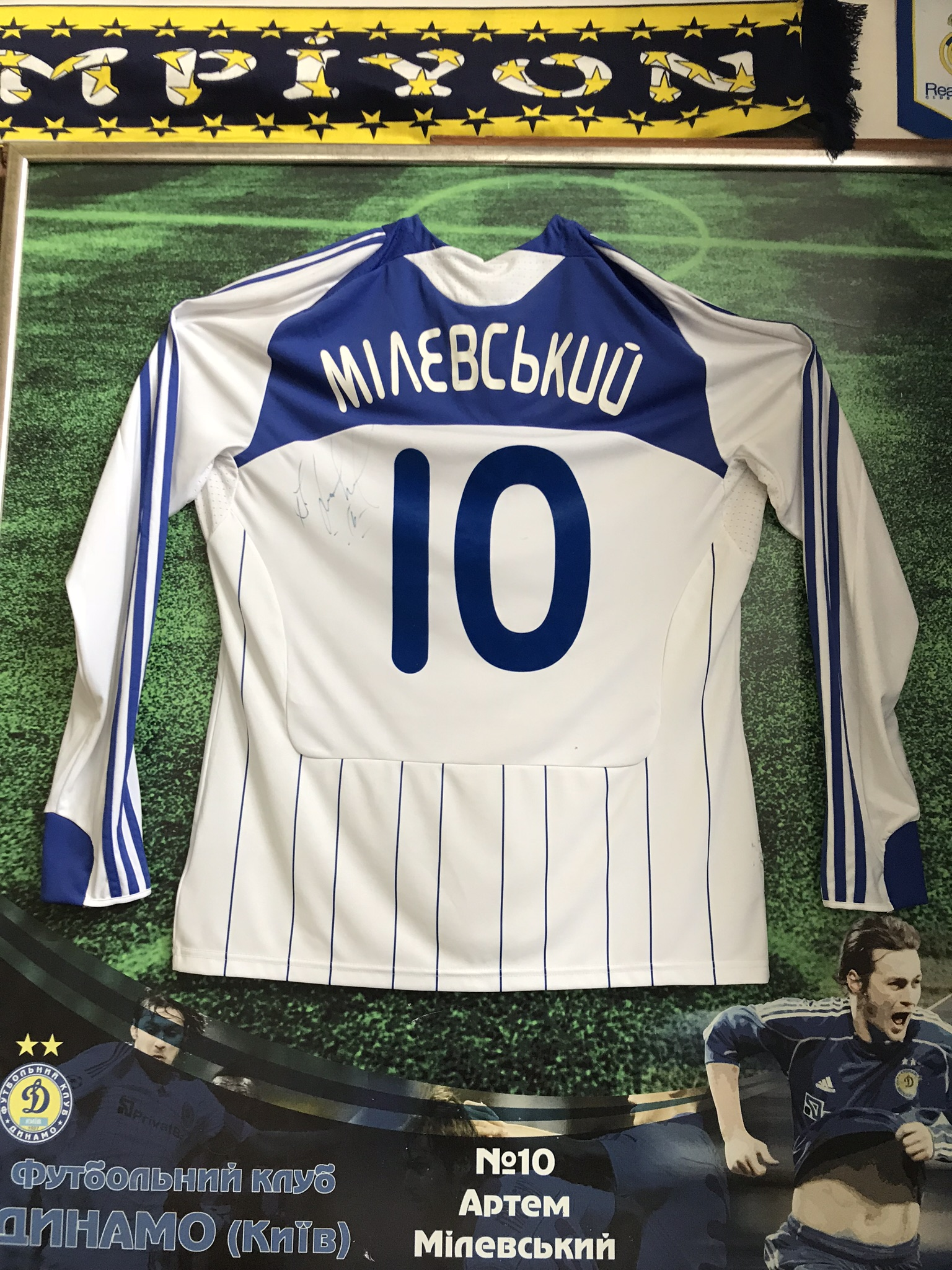
Футболка Артема Мілевського з вертикальними смужками зразка 2008—2010 років.

2008 року на формі з'явились вузькі вертикальні смужки, які вже були на початку 90-х. Перший матч в білій формі із смужками команда провела 31 серпня 2008 року проти донецького «Металурга» в чемпіонаті, а останній — 22 серпня 2010 року проти «Дніпра».
У сезоні 2010/11 «Динамо» повернулось до горизонтальної смуги, на якій були розташовані логотип Adidas та емблема клубу — ліворуч та праворуч відповідно. Дизайнери також доповнили форму такими елементами, як, наприклад, синій комір-застібка, синя окантовка футболки та клубна літера «Д» на гетрах. Така форма проіснувала два роки, після чого столична команда повернулась до класичної білої футболки.

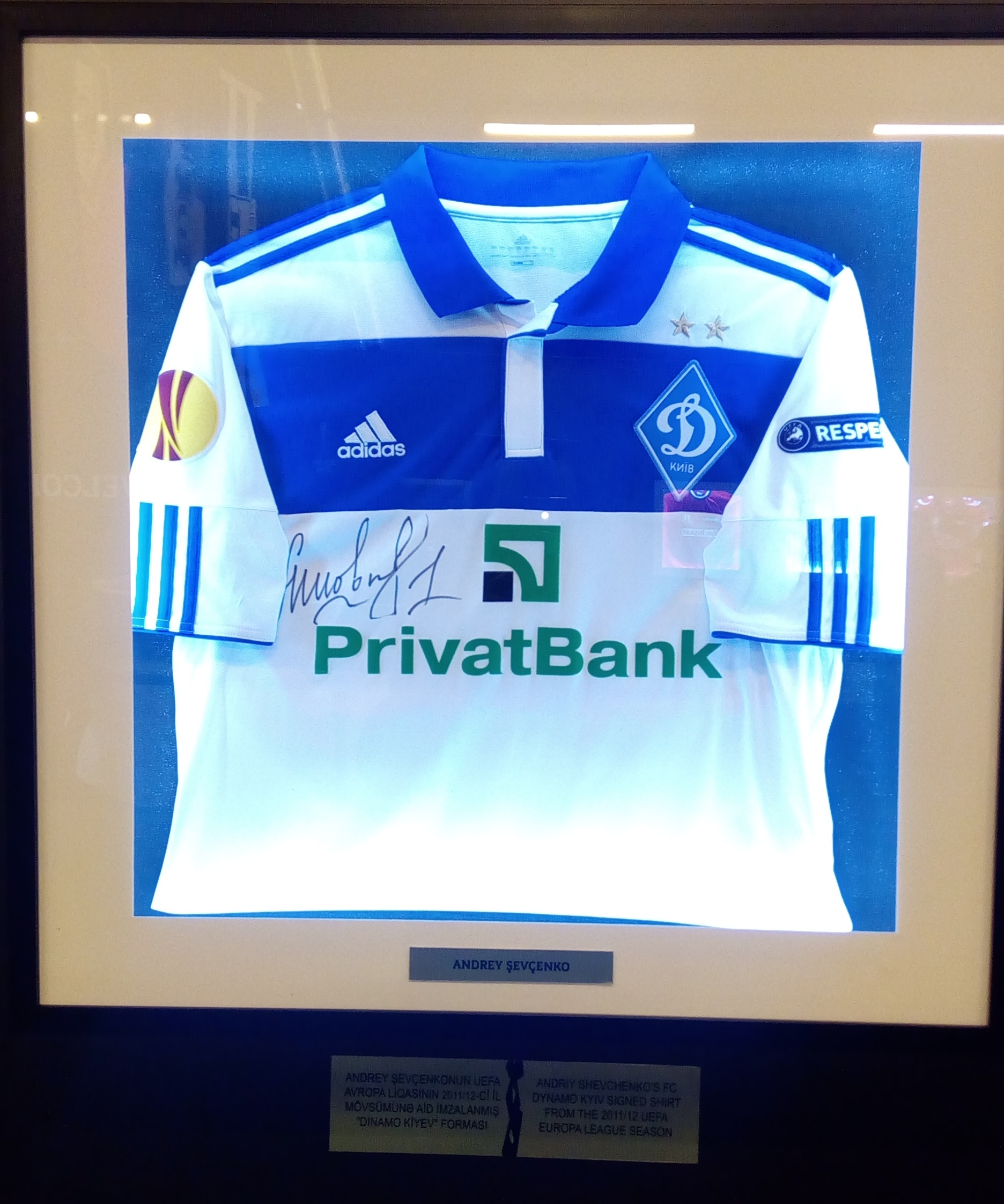
Футболка з горизонтальною смугою зразка 2010—2012 років.

2016 року «Динамо» презентувало нову домашню форму з вишивкою синього кольору, розташованою під комірцем. У цій формі команда відіграла наступні два роки.
2018 року, після більш ніж 20-річної співпраці з Adidas, «Динамо» змінило партнера і стало грати у формі від американської компанії New Balance. Втім, ексклюзивний дизайн екіпірування столична команда мала отримати лише з сезону 2019/20, а до цього використовувала стандартний шаблон, який включав повністю білу форму з невеликими синіми вставками на футболці. Вперше «Динамо» зіграло у цьому комплекті форми 21 липня, у поєдинку за Суперкубок України проти донецького «Шахтаря», здобувши трофей. Наступного року були презентовано анонсований ексклюзивний дизайн, за яким на рукавах були присутні елементи державного прапору України, а також на честь 80-річчя легендарного тренера клубу Валерія Лобановського на формі був зображений його автограф, який розміщувався під емблемою.
2020 року «Динамо» отримало нову форму, елементи якої ніколи не використовувались у минулих формах. Вузькі сині смужки на білих футболках розташовувались горизонтально. На внутрішній частині екіпірування був напис «Київ — це ми».. На виїзній ігровій формі синього кольору були світло-блакитні смужки, а третя форма — чорного кольору з зеленими горизонтальними смужками.
2021 року новий головний комплект форми був виконаний у біло-блакитних кольорах із ромбовими елементами, а виїзний комплект форми повторював домашній екземпляр, але виконаний у блакитних та темно-синіх кольорах. У новому комплекті підопічні Мірчи Луческу вперше зіграли 1 серпня проти рівненського «Вереса» у другому турі УПЛ.
2022 року знову було представлено три комплекти форм — домашня форма білого кольору мала діагональну синю смугу, розташовану вздовж всієї футболки, що було даниною історії та традиціям клубу. Виїзна форма також відрізнялась унікальним дизайном і була виконана в синьо-блакитних кольорах. Натхненням при створенні домашньої та виїзної форми став один із напрямів вуличної культури, а саме графіті. Третій комплект форми був виконаний переважно у жовтому кольорі з додаванням синіх елементів — на рукавах футболки були розміщені сині вставки, а горловина доповнена синьою смужкою. На передній частині футболки зображено абревіатуру FCDK у вигляді великих графічних літер, розташованих вертикально. Шорти та гетри, в свою чергу, декоровані бічними блакитними смужками.
2023 року нова форма отримала новий стиль, який відрізнявся асиметрією, що простежувався від футболки до шортів. Виїзна форма також мала цю особливість, оскільки візерунок являв собою кола, що виходять назовні від емблеми «Динамо». Також у формі була ефектна асиметрія: правий рукав мав білу манжету, а шорти мали асиметричний вигляд спереду та ззаду завдяки білій манжеті в нижній частині.
На сезон 2024/25 року домашня форма отримала біло-синій дизайн, збагачений традиційними українськими вишиванковими візерунками з додаванням жовтого кольору. У виїзній формі дизайнери відійшли від традиційного синьої форми, і створили комплект в синьо-жовтих кольорах, який є даниною українського прапору, символізуючи патріотизм та солідарність. Також була оновлена третя форма, яка отримала смарагдово-зелений дизайн з брендінгом золотого кольору. 

### Домашня
Радянський період
| 1927–1936 | 1936–1949 | 1951–1960 | 1960–1961 | 1961 | 1962 | 1966–1972 | 1973–1975 | 1975–1985 | 1985–1989 | 1990–1991 |

Український період
| 1992–93 | 1994–96 | 1996–97 | 1997–98   | 1998–99 | 1999–00 | 2000–01 | 2001–02 | 2002–03 | 2003–04 | 2004–05 |
| 2005–06 | 2006–08 | 2008–10 | 2010–2012 | 2012–13 | 2013–14 | 2014–16 | 2016–18 | 2018–19 | 2019–20 | 2020–21 |

| 2021–22 | 2022–23 | 2023–24 | 2024–25 |  |

### Виїзна
| 1996–97 | 1997–98 | 1998–99 | 1999–00 | 2000–01 | 2001–02 | 2002–04 | 2004–05 | 2005–06 | 2006–08 |
| 2008–09 | 2009–11 | 2011–13 | 2013–15 | 2015–17 | 2017–18 | 2018–19 | 2019–20 | 2020–21 | 2021–22 |
| 2022–23 | 2023–24 | 2024–25 |         |         |         |         |         |         |         |

### Третя
| 2020–22 | 2022–24 | 2024–25 |

### Галерея

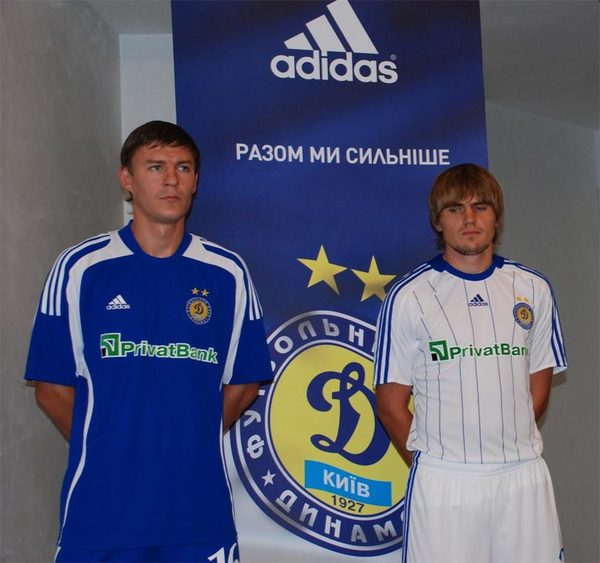
Презентація домашньої і виїзної форми сезону 2008/09
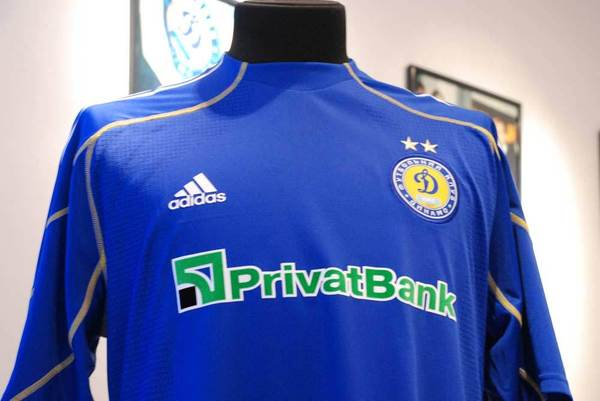
Виїзна форма у 2009—2011 роках
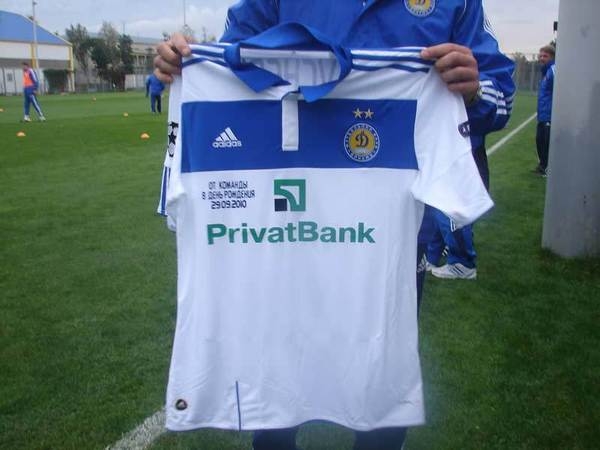
Домашня форма у 2010–2012 роках
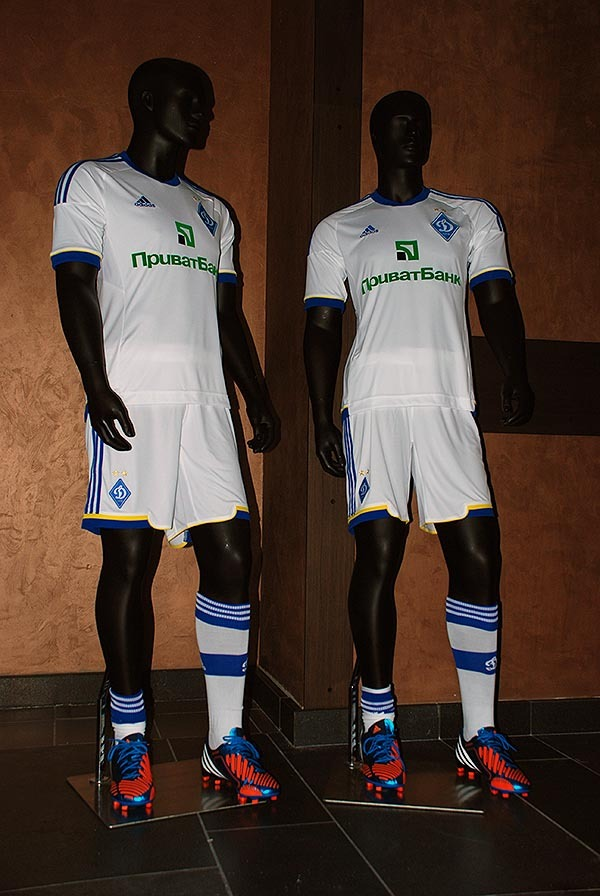
Презентація домашньої форми сезону 2012/13
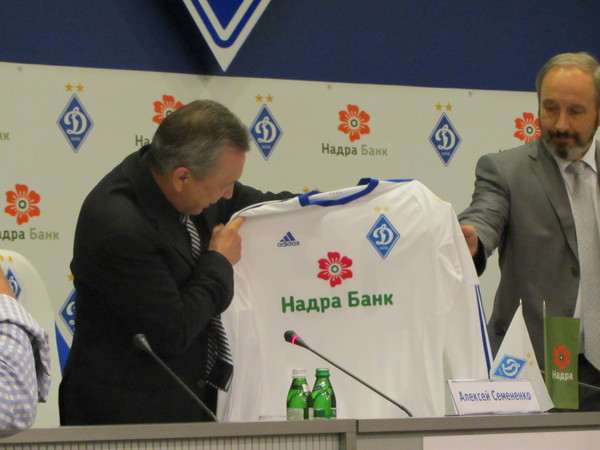
Домашня форма у сезоні 2013/14
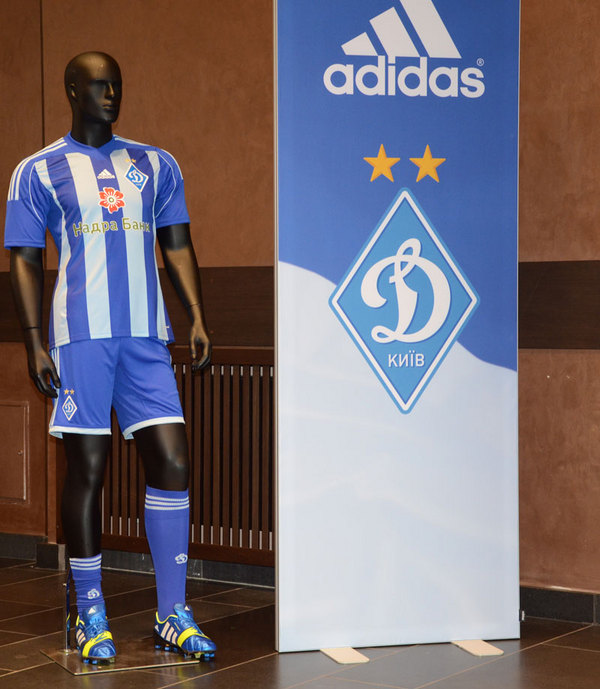
Презентація виїзної форми у 2013–2015 роках
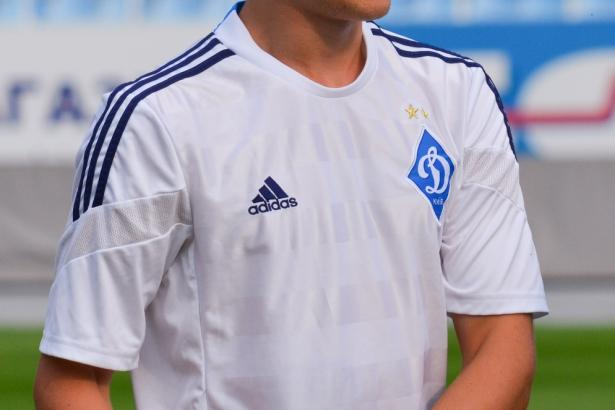
Домашня форма у 2014—2016 роках
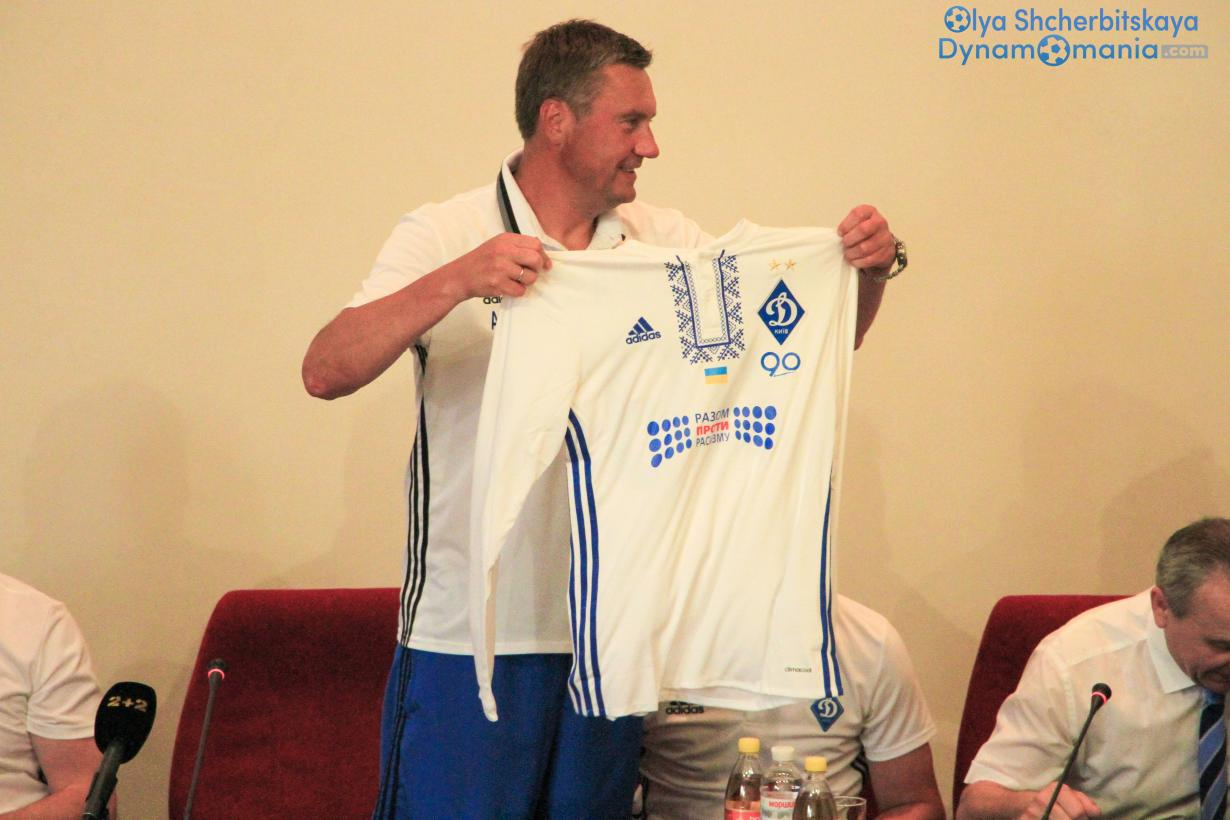
Домашня форма у 2016—2018 роках

## Власники та фінанси
З 2002 року президентом клубу є Ігор Суркіс, статок якого журнал «Корреспондент» у 2008 році оцінив у 309 млн доларів. За словами Суркіса, йому належить 81 % акцій «Динамо». У березні 2008 року відбулась зміна організаційно-правової форми клубу: правонаступником ВАТ «ФК „Динамо“ Київ» стало ТОВ «ФК „Динамо“ Київ».
У 2011 році бюджет клубу становить близько 65 млн доларів. Щороку клуб зазнавав збитків у розмірі від 15 до 35 млн гривень.
У літнє міжсезоння 2011 р. клуб на трансфери витратив 15,5 млн євро, завдяки цьому Україна потрапила до 10 наймарнотратніших країн світу. Однак і заробив 19,7 млн євро. Найдорожчий трансфер — продаж у «Рубін» Романа Єрьоменка, який оцінений у 13 млн євро.
На початку червня 2013 року «ПриватБанк» повідомив, що не подовжуватиме спонсорську угоду з київським «Динамо», а новим титульним спонсором строком на три роки став «Надра Банк».
У червні 2020 року Ігор Суркіс розповів, що бюджет «Динамо» на той момент складав 30—35 млн доларів, з яких близько $ 15—20 мільйонів дотували акціонери. Клуб отримує дохід від виступів у єврокубках. Також, за словами Суркіса, «Динамо» отримувало близько мільйона доларів «від телебачення» та певну суму — від спонсорів. На квитках і атрибутиці клуб майже не заробляв.

### Виробники форми та спонсори
| Роки      | Виробник форми | Титульний спонсор                  |
| --------- | -------------- | ---------------------------------- |
| 1975-1987 | Adidas         | -                                  |
| 1987      | Adidas         | Commodore                          |
| 1987-1988 | Adidas         | OCRIM                              |
| 1988-1989 | Adidas         | -                                  |
| 1989      | Duarig         | FISAC                              |
| 1989-1990 | Admiral        | FISAC                              |
| 1991      | Admiral        | Lufthansa                          |
| 1992-1994 | Umbro          | Lufthansa                          |
| 1994-1995 | Umbro          | -                                  |
| 1996      | Umbro          | Промінвестбанк                     |
| 1996-2004 | Adidas         | Промінвестбанк                     |
| 2004-2006 | Adidas         | Енергохолдинг                      |
| 2006      | Adidas         | Укртелеком                         |
| 2007-2013 | Adidas         | ПриватБанк                         |
| 2013-2014 | Adidas         | Надра Банк                         |
| 2015      | Adidas         | -                                  |
| 2015-2018 | Adidas         | No to racism / Разом проти расизму |
| 2018–2021 | New Balance    | -                                  |
| 2021–     | New Balance    | ABank24                            |

## Уболівальники

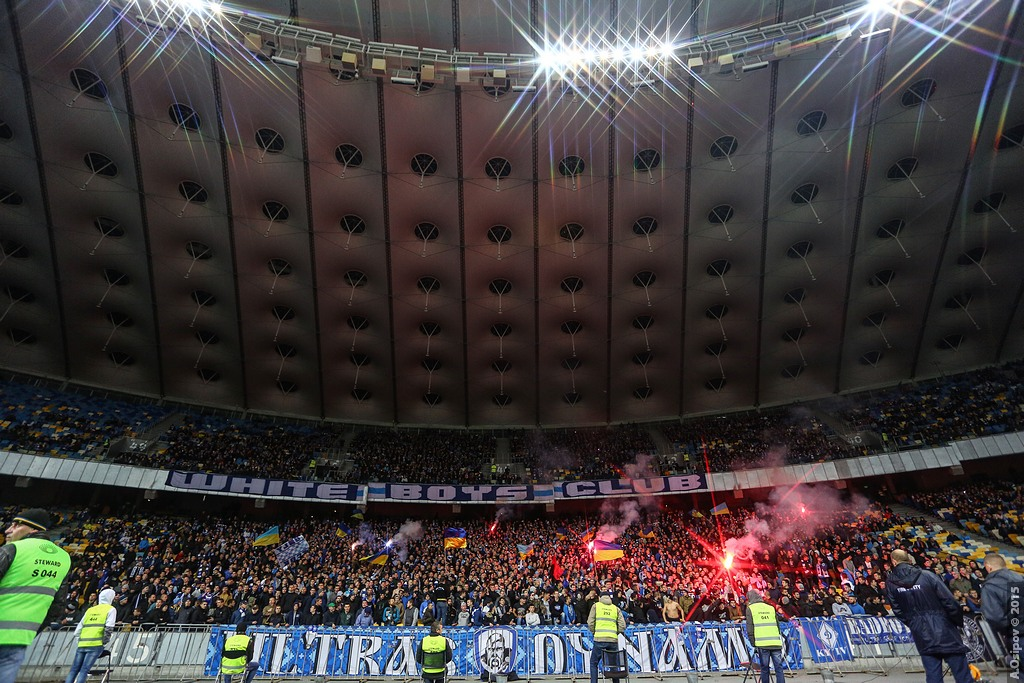
Ультрас Динамо, на одному з футбольних матчів

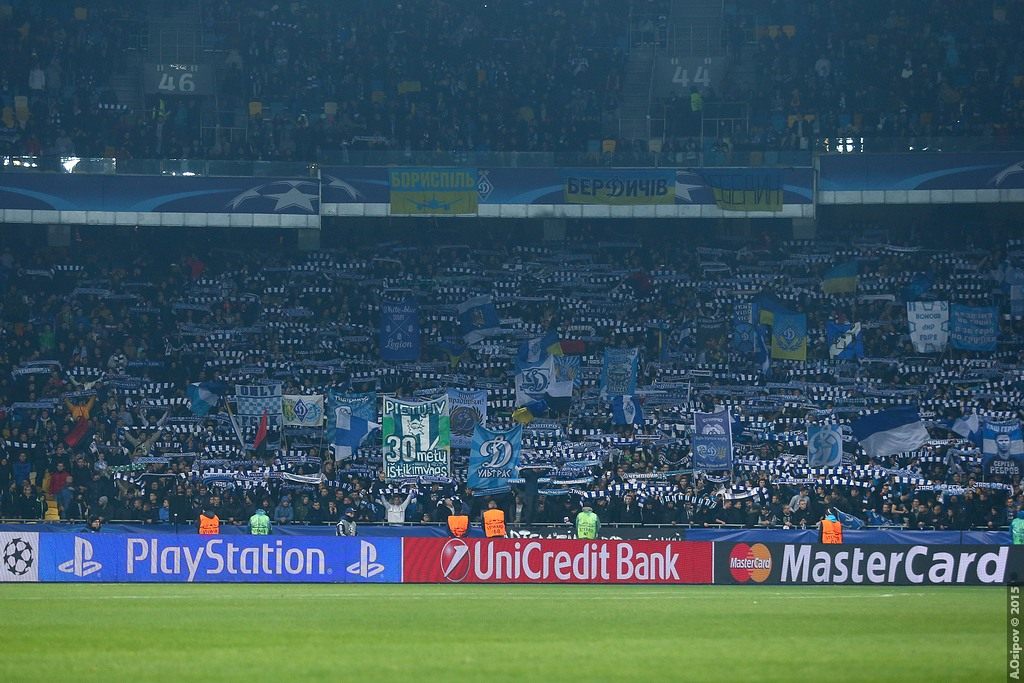
Динамівські ультрас, на одному з футбольних матчів

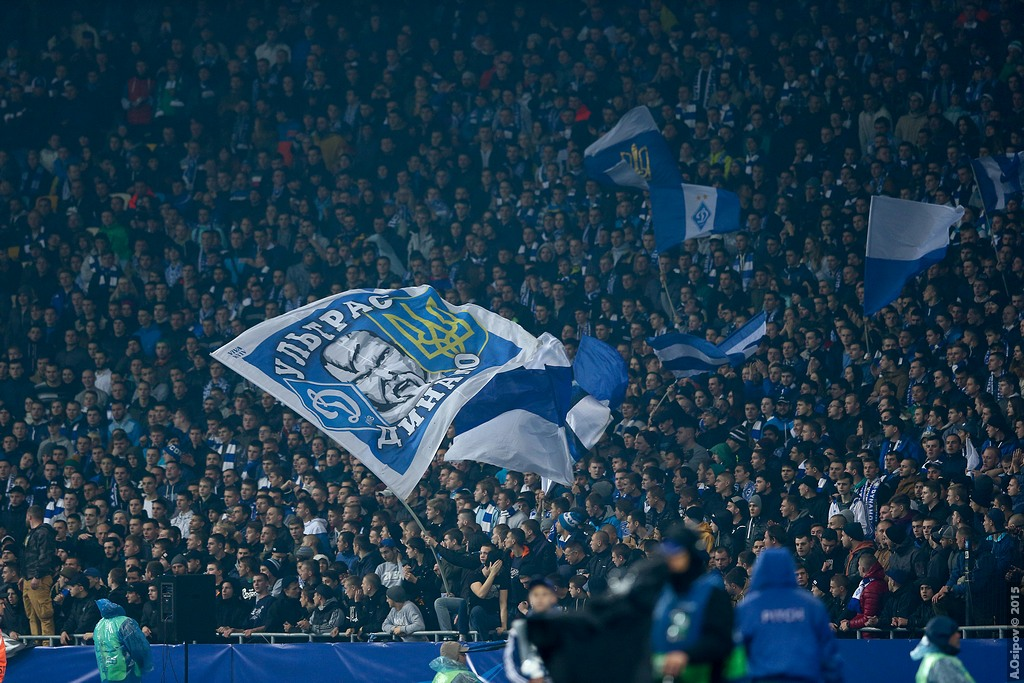
Банер із зображенням Святослава Хороброго, який є символом Динамівських ультрас

Уболівальники «Динамо» — одна з найчисленніших спільнот в українському футбольному середовищі. «Динамо» — найпопулярніший футбольний клуб в Україні; опитування Київського міжнародного інституту соціології, проведене 2011 року, показало, що «синьо-білих» підтримують 40,4 % українських футбольних уболівальників. Після початку війни на Донбасі й фінансових труднощів «Металіста» й «Дніпра», київське «Динамо» стало найвідвідуванішим клубом України. Клуб має відомого «суперфана» — Парамона, що відвідує всі ігри команди.
Існує офіційна громадська організація «Фан-клуб ФК „Динамо“ Київ», а також ряд неофіційних фанатських угрупувань. З 2009 року середовище фанатів «Динамо» розділилося на дві частини: члени офіційного фан-клубу уболівають з 8-го та 9-го секторів стадіону імені Валерія Лобановського, а київські ультрас розміщуються на 20-му та 21-му. На цих секторах фанати завжди підтримують команду стоячи.
Кількість фанатів у період найбільшого відвідування становила 4—4,5 тисяч осіб..
Динамівці — найчисельніша фанатська спільнота серед усіх клубів України: як у домашніх іграх, так і на виїзді. Вони дотримуються правих політичних поглядів. Під час оформлення банерів використовується зображення Святослава Хороброго. Ім'я князя носить і журнал «Святослав» — друковане видання динамівських ультрас.
Фанати «Динамо» підтримують дружні стосунки з уболівальниками «Дніпра», «Карпат» (ця трійка — так звана «коаліція», «тріада») та «Оболоні». Традиційними стали переклики між ультрас-секторами цих клубів «Слава Україні!» — «Героям слава!» під час кожної зустрічі.
Основне протистояння на внутрішній арені — з фанатами київського «Арсенала» (київське футбольне дербі), а також донецького «Шахтаря» (українське футбольне дербі), «Чорноморця», запорізького «Металурга», «Ворскли», «Металіста», «Кривбаса» та «Волині». З лютого 2014 року діє всеукраїнське фанатське перемир'я. З радянських часів триває ворожнеча із московським «Спартаком», яка майже повністю припинилася через відсутність матчів між клубами.

### Відвідування
Відвідуваність домашніх матчів «Динамо», середня кількість глядачів на грі чемпіонату країни впродовж сезону:
Примітки:
1. У другій частині сезону 1978 «Динамо» проводило домашні ігри на стадіонах СКА (Київ), «Дружба» (Львів) і «Металіст» (Харків) через реконструкцію Центрального стадіону та стадіону «Динамо» до Олімпійських ігор 1980. У діаграмі враховано відвідуваність тільки матчів у Києві.
2. 1979 року команда провела всі домашні поєдинки на стадіоні «Динамо» (18000 місць).
3. У першій половині сезону 1980 клуб грав на стадіоні «Динамо», а після проведення Олімпіади — повернувся на Центральний стадіон.
4. У сезоні 2019/20, через пандемію COVID-19 та дискваліфікацію стадіону на один домашній матч, «Динамо» провело 10 домашніх матчі з глядачами, 6 домашніх матчів відбулися без глядачів.
5. У сезоні 2020/21, через пандемію COVID-19, «Динамо» провело 2 домашні матчі з глядачами, 11 домашніх матчів відбулися без глядачів. Домашній матч 25 туру проти «Маріуполя» відбувся на стадіоні ім. Володимира Бойка.

## Склад команди
Станом на 18 серпня 2025  року відповідно до офіційної заявки на сайті ПЛ
| №  | Поз. | Нац.     | Гравець                         |
| -- | ---- | -------- | ------------------------------- |
| 2  | ЗХ   | Україна  | Костянтин Вівчаренко            |
| 4  | ЗХ   | Україна  | Денис Попов                     |
| 5  | ПЗ   | Україна  | Олександр Яцик                  |
| 6  | ПЗ   | Україна  | Володимир Бражко                |
| 7  | ПЗ   | Україна  | Андрій Ярмоленко (віце-капітан) |
| 8  | ПЗ   | Україна  | Олександр Піхальонок            |
| 9  | ПЗ   | Україна  | Назар Волошин                   |
| 10 | ПЗ   | Україна  | Микола Шапаренко                |
| 11 | НП   | Україна  | Владислав Ванат                 |
| 15 | ПЗ   | Україна  | Валентин Рубчинський            |
| 17 | ПЗ   | Колумбія | Анхель Торрес                   |
| 18 | ЗХ   | Україна  | Олександр Тимчик                |
| 20 | ПЗ   | Україна  | Олександр Караваєв              |

| №  | Поз. | Нац.    | Гравець                      |
| -- | ---- | ------- | ---------------------------- |
| 21 | НП   | Україна | Владислав Супряга            |
| 22 | ПЗ   | Україна | Владислав Кабаєв             |
| 29 | ПЗ   | Україна | Віталій Буяльський (капітан) |
| 32 | ЗХ   | Україна | Тарас Михавко                |
| 35 | ВР   | Україна | Руслан Нещерет               |
| 39 | НП   | Панама  | Едуардо Герреро              |
| 40 | ЗХ   | Україна | Крістіан Біловар             |
| 44 | ЗХ   | Україна | Владислав Дубінчак           |
| 45 | ПЗ   | Україна | Максим Брагару               |
| 51 | ВР   | Україна | Валентин Моргун              |
| 74 | ВР   | Україна | Денис Ігнатенко              |
| 91 | ПЗ   | Україна | Микола Михайленко            |
| 99 | НП   | Україна | Матвій Пономаренко           |

### В оренді
| №  | Поз. | Нац.     | Гравець                                       |
| -- | ---- | -------- | --------------------------------------------- |
| 90 | ЗХ   | Україна  | Олексій Гусєв («Кудрівка» до 30 червня 2026)  |
| 25 | ЗХ   | Україна  | Максим Дячук («Лехія» до 30 червня 2026)      |
| 23 | ЗХ   | Україна  | Навін Малиш («Зоря» до 30 червня 2026)        |
| 22 | ПЗ   | Бразилія | Вітіньйо («Інтернасьйонала до 30 червня 2026) |
| 17 | ПЗ   | Суринам  | Джастін Лонвейк («Фортуна» до 30 червня 2026) |
|    | ПЗ   | Україна  | Андрій Маткевич («Зоря» до 31 грудня 2025)    |

| №  | Поз. | Нац.               | Гравець                                               |
| -- | ---- | ------------------ | ----------------------------------------------------- |
|    | ПЗ   | Грузія             | Александре Пейкрішвілі («Динамо» Т до 31 грудня 2025) |
| 92 | ПЗ   | Північна Македонія | Решат Рамадані («Шкендія» до 30 червня 2026)          |
| 33 | ПЗ   | Україна            | Роман Саленко («Зоря» до 30 червня 2026)              |
| 37 | ПЗ   | Україна            | Антон Царенко («Лехія» до 30 червня 2026)             |
| 11 | ПЗ   | Грузія             | Георгій Цітаішвілі («Мец» до 30 червня 2026)          |

### Літні трансфери
| №  | Поз. | Нац.       | Гравець                              |
| -- | ---- | ---------- | ------------------------------------ |
| 11 | ПЗ   | Грузія     | Георгій Цітаішвілі (→ з «Гранади»)   |
| 17 | ПЗ   | Суринам    | Джастін Лонвейк (→ з «Віборга»)      |
| 23 | ЗХ   | Україна    | Навін Малиш (→ з «Ворскли»)          |
| 90 | ЗХ   | Україна    | Олексій Гусєв (→ з «Металіста 1925») |
| 11 | ПЗ   | Люксембург | Жерсон Родрігеш (→ з «АВС»)          |
|    | ПЗ   | Україна    | Артем Слесар (→ із «Зорі»)           |
| 34 | ЗХ   | Україна    | Олександр Сирота (→ з «Маккабі» Х)   |
| 30 | ПЗ   | Сенегал    | Самба Діалло (→ з «Хапоеля» Є)       |
| 5  | ПЗ   | Україна    | Олександр Яцик (→ із «Зорі»)         |
| 15 | НП   | Венесуела  | Ерік Рамірес (→ з «Тігре»)           |
| 21 | НП   | Україна    | Владислав Супряга (→ із «Зорі»)      |
| 17 | ПЗ   | Колумбія   | Анхель Торрес (без клубу)            |

| №  | Поз. | Нац.       | Гравець                              |
| -- | ---- | ---------- | ------------------------------------ |
| 11 | ПЗ   | Грузія     | Георгій Цітаішвілі (→ з «Гранади»)   |
| 17 | ПЗ   | Суринам    | Джастін Лонвейк (→ з «Віборга»)      |
| 23 | ЗХ   | Україна    | Навін Малиш (→ з «Ворскли»)          |
| 90 | ЗХ   | Україна    | Олексій Гусєв (→ з «Металіста 1925») |
| 11 | ПЗ   | Люксембург | Жерсон Родрігеш (→ з «АВС»)          |
|    | ПЗ   | Україна    | Артем Слесар (→ із «Зорі»)           |
| 34 | ЗХ   | Україна    | Олександр Сирота (→ з «Маккабі» Х)   |
| 30 | ПЗ   | Сенегал    | Самба Діалло (→ з «Хапоеля» Є)       |
| 5  | ПЗ   | Україна    | Олександр Яцик (→ із «Зорі»)         |
| 15 | НП   | Венесуела  | Ерік Рамірес (→ з «Тігре»)           |
| 21 | НП   | Україна    | Владислав Супряга (→ із «Зорі»)      |
| 17 | ПЗ   | Колумбія   | Анхель Торрес (без клубу)            |

| №  | Поз. | Нац.       | Гравець                                 |
| -- | ---- | ---------- | --------------------------------------- |
| 11 | ПЗ   | Грузія     | Георгій Цітаішвілі (→ в «Мец»)          |
| 17 | ПЗ   | Суринам    | Джастін Лонвейк (→ в «Фортуну»)         |
| 23 | ЗХ   | Україна    | Навін Малиш (→ в «Зорю»)                |
| 90 | ЗХ   | Україна    | Олексій Гусєв (→ в «Кудрівку»)          |
| 11 | ПЗ   | Люксембург | Жерсон Родрігеш (в «Канчанабурі Пауер») |
|    | ПЗ   | Україна    | Артем Слесар (в «Зорю»)                 |
|    | ПЗ   | Нігерія    | Беніто (в «Акрітас Хлоракас»)           |
| 27 | ПЗ   | Україна    | Валерій Лучкевич (вільний агент)        |
| 25 | ЗХ   | Україна    | Максим Дячук (→ в «Лехію»)              |
| 33 | ПЗ   | Україна    | Роман Саленко (→ в «Зорю»)              |
|    | ПЗ   | Грузія     | Александре Пейкрішвілі (→ в «Динамо» Т) |

| №  | Поз. | Нац.       | Гравець                                 |
| -- | ---- | ---------- | --------------------------------------- |
| 11 | ПЗ   | Грузія     | Георгій Цітаішвілі (→ в «Мец»)          |
| 17 | ПЗ   | Суринам    | Джастін Лонвейк (→ в «Фортуну»)         |
| 23 | ЗХ   | Україна    | Навін Малиш (→ в «Зорю»)                |
| 90 | ЗХ   | Україна    | Олексій Гусєв (→ в «Кудрівку»)          |
| 11 | ПЗ   | Люксембург | Жерсон Родрігеш (в «Канчанабурі Пауер») |
|    | ПЗ   | Україна    | Артем Слесар (в «Зорю»)                 |
|    | ПЗ   | Нігерія    | Беніто (в «Акрітас Хлоракас»)           |
| 27 | ПЗ   | Україна    | Валерій Лучкевич (вільний агент)        |
| 25 | ЗХ   | Україна    | Максим Дячук (→ в «Лехію»)              |
| 33 | ПЗ   | Україна    | Роман Саленко (→ в «Зорю»)              |
|    | ПЗ   | Грузія     | Александре Пейкрішвілі (→ в «Динамо» Т) |

### Зимові трансфери
| №  | Поз. | Нац.       | Гравець                               |
| -- | ---- | ---------- | ------------------------------------- |
| 22 | ПЗ   | Бразилія   | Вітіньйо (→ з «Ред Булл Брагантіно»)  |
| 11 | ПЗ   | Люксембург | Жерсон Родрігеш (→ з «Гуансі Халіао») |
| 90 | ЗХ   | Україна    | Олексій Гусєв (→ із «Зорі»)           |
|    | НП   | Україна    | Ігор Горбач (→ із «Зорі»)             |
| 23 | ПЗ   | Україна    | Сергій Булеца (→ з «Лехії»)           |
| 77 | ПЗ   | Нігерія    | Беніто (→ із «Зорі»)                  |
| 28 | ПЗ   | Україна    | Вікентій Волошин (→ із «Зорі»)        |
| 27 | ПЗ   | Україна    | Валерій Лучкевич (з «Колоса»)         |

| №  | Поз. | Нац.       | Гравець                               |
| -- | ---- | ---------- | ------------------------------------- |
| 22 | ПЗ   | Бразилія   | Вітіньйо (→ з «Ред Булл Брагантіно»)  |
| 11 | ПЗ   | Люксембург | Жерсон Родрігеш (→ з «Гуансі Халіао») |
| 90 | ЗХ   | Україна    | Олексій Гусєв (→ із «Зорі»)           |
|    | НП   | Україна    | Ігор Горбач (→ із «Зорі»)             |
| 23 | ПЗ   | Україна    | Сергій Булеца (→ з «Лехії»)           |
| 77 | ПЗ   | Нігерія    | Беніто (→ із «Зорі»)                  |
| 28 | ПЗ   | Україна    | Вікентій Волошин (→ із «Зорі»)        |
| 27 | ПЗ   | Україна    | Валерій Лучкевич (з «Колоса»)         |

| №  | Поз. | Нац.       | Гравець                              |
| -- | ---- | ---------- | ------------------------------------ |
| 22 | ПЗ   | Бразилія   | Вітіньйо (→ в «Інтернасьйонал»)      |
| 11 | ПЗ   | Люксембург | Жерсон Родрігеш (→ в «АВС»)          |
| 90 | ЗХ   | Україна    | Олексій Гусєв (→ в «Металіст 1925»)  |
|    | НП   | Україна    | Ігор Горбач (в «Зорю»)               |
| 23 | ПЗ   | Україна    | Сергій Булеца (в «Олександрію»)      |
| 28 | ЗХ   | Колумбія   | Браян Себальйос (→ в «Форталезу»)    |
|    | ПЗ   | Україна    | Андрій Маткевич (→ в «Зорю»)         |
| 23 | ЗХ   | Україна    | Навін Малиш (→ у «Ворсклу»)          |
| 18 | ПЗ   | Україна    | Олександр Андрієвський (в «Полісся») |
| 8  | ПЗ   | Україна    | Володимир Шепелєв (в «Олександрію»)  |
| 1  | ВР   | Україна    | Георгій Бущан (в «Аш-Шабаб»)         |
|    | ЗХ   | Україна    | Назар Балаба (у «Верес»)             |

| №  | Поз. | Нац.       | Гравець                              |
| -- | ---- | ---------- | ------------------------------------ |
| 22 | ПЗ   | Бразилія   | Вітіньйо (→ в «Інтернасьйонал»)      |
| 11 | ПЗ   | Люксембург | Жерсон Родрігеш (→ в «АВС»)          |
| 90 | ЗХ   | Україна    | Олексій Гусєв (→ в «Металіст 1925»)  |
|    | НП   | Україна    | Ігор Горбач (в «Зорю»)               |
| 23 | ПЗ   | Україна    | Сергій Булеца (в «Олександрію»)      |
| 28 | ЗХ   | Колумбія   | Браян Себальйос (→ в «Форталезу»)    |
|    | ПЗ   | Україна    | Андрій Маткевич (→ в «Зорю»)         |
| 23 | ЗХ   | Україна    | Навін Малиш (→ у «Ворсклу»)          |
| 18 | ПЗ   | Україна    | Олександр Андрієвський (в «Полісся») |
| 8  | ПЗ   | Україна    | Володимир Шепелєв (в «Олександрію»)  |
| 1  | ВР   | Україна    | Георгій Бущан (в «Аш-Шабаб»)         |
|    | ЗХ   | Україна    | Назар Балаба (у «Верес»)             |

### Юнацький склад (U-19)
Станом на 18 серпня 2025  року відповідно до офіційної заявки на сайті ПЛ
| №  | Поз. | Нац.    | Гравець              |
| -- | ---- | ------- | -------------------- |
|    | ВР   | Україна | Дмитро Пожар         |
|    | ВР   | Україна | Максим Роєнко        |
|    | ВР   | Україна | Артем Сьомка         |
| 71 | ВР   | Україна | Вячеслав Суркіс      |
|    | ЗХ   | Україна | Костянтин Губенко    |
|    | ЗХ   | Україна | Даніель Дехтяр       |
|    | ЗХ   | Україна | Денис Дикий          |
| 34 | ЗХ   | Україна | Владислав Захарченко |
|    | ЗХ   | Україна | Назар Іваськів       |
|    | ЗХ   | Україна | Максим Коробов       |
|    | ЗХ   | Україна | Данило Огороднік     |
|    | ЗХ   | Україна | Дмитро Парута        |
|    | ЗХ   | Україна | Олексій Рибак        |
|    | ПЗ   | Україна | Іван Андрейко        |

| №  | Поз. | Нац.    | Гравець             |
| -- | ---- | ------- | ------------------- |
|    | ПЗ   | Україна | Денис Жданов        |
|    | ПЗ   | Україна | Данило Іщенко       |
|    | ПЗ   | Україна | Мар'ян Лесковець    |
|    | ПЗ   | Україна | Павло Люсін         |
|    | ПЗ   | Україна | Єгор Музичко        |
|    | ПЗ   | Україна | Володимир Озимай    |
|    | ПЗ   | Україна | Кирило Осипенко     |
|    | ПЗ   | Україна | Богдан Редушко      |
|    | ПЗ   | Україна | Мирослав Романюк    |
|    | ПЗ   | Україна | Арсеній Федоренко   |
|    | НП   | Україна | Максим Гродзінський |
| 19 | НП   | Україна | Федір Задорожний    |
|    | НП   | Україна | Кирило Токар        |
|    | НП   | Україна | Всеволод Чалий      |

## Тренерський штаб
Основний склад
| Головний тренер              | Олександр Шовковський |
| Помічник головного тренера   | Олег Гусєв            |
| Помічник головного тренера   | Еміл Карас            |
| Помічник головного тренера   | Сергій Федоров        |
| Тренер воротарів             | Михайло Михайлов      |
| Тренер з фізичної підготовки | Віталій Кулиба        |
| Тренер з фізичної підготовки | Володимир Ярмошук     |

| Юнацький склад (U-19) \| Старший тренер \| Ігор Костюк \| \| Асистент старшого тренера \| Олег Венглінський \| \| Тренер воротарів \| Олександр Мороз \| |                   |
| Старший тренер | Ігор Костюк       |
| Асистент старшого тренера | Олег Венглінський |
| Тренер воротарів | Олександр Мороз   |

## Головні тренери
Список головних тренерів команди:
- 1928 — Бойко Василь Стефанович
- 1929—1933 — Коген Лазар Федорович
- 1934 — Щегоцький Костянтин Васильович
- 1935—1937 — Товаровський Михайло Давидович
- 1938 — Фомін Володимир Васильович
- 1939—1940 — Печений Михайло Федорович
- 1941 — Бутусов Михайло Павлович
- 1944 — Махиня Микола Борисович
- 1945—1946 — Корчебоков Лев Миколайович
- 1946 — Ідзковський Антон Леонардович
- 1946 — Апухтін Борис Трифонович
- 1946—1947 — Ідзковський Антон Леонардович
- 1947 — Бутусов Михайло Павлович
- 1947—1948 — Щегоцький Костянтин Васильович
- 1948 — Сушков Михайло Павлович
- 1948 — Натаров Іван Андрійович
- 1949 — Окунь Михайло Осипович
- 1950 — Фокін Євген Васильович
- 1951—1956 — Ошенков Олег Олександрович
- 1957—1958 — Шиловський Віктор Костянтинович
- 1959 — Ошенков Олег Олександрович
- 1959—1962 — Соловйов В'ячеслав Дмитрович
- 1963 — Терентьєв Віктор Васильович
- 1963 — Зубрицький Анатолій Федорович
- 1964—1970 — Маслов Віктор Олександрович
- 1970 — Терентьєв Віктор Васильович
- 1971—1973 — Севідов Олександр Олександрович
- 1973 — Коман Михайло Михайлович
- 1973—1983 — Лобановський Валерій Васильович
- 1974—1976 — Базилевич Олег Петрович
- 1983 — Морозов Юрій Андрійович
- 1984—1990 — Лобановський Валерій Васильович
- 1990—1992 — Пузач Анатолій Кирилович
- 1992 — Сабо Йожеф Йожефович
- 1993 — Фоменко Михайло Іванович
- 1994 — Сабо Йожеф Йожефович
- 1995 — Онищенко Володимир Іванович
- 1995 — Павлов Микола Петрович
- 1995—1996 — Сабо Йожеф Йожефович
- 1997 — 2002 — Лобановський Валерій Васильович
- 2002 — 2004 — Михайличенко Олексій Олександрович
- 2004 — 2005 — Сабо Йожеф Йожефович
- 2005 — Буряк Леонід Йосипович
- 2005 — 2007 — Дем'яненко Анатолій Васильович
- 2007 — Сабо Йожеф Йожефович
- 2007 — Лужний Олег Романович
- 2008 — 2009 — Сьомін Юрій Павлович
- 2009 — 2010 — Газзаєв Валерій Георгійович
- 2010 — Лужний Олег Романович
- 2011 — 2012 — Сьомін Юрій Павлович
- 2012 — 2014 — Блохін Олег Володимирович
- 2014 — 2017 — Ребров Сергій Станіславович
- 2017 — 2019 — Хацкевич Олександр Миколайович
- 2019 — 2020 — Михайличенко Олексій Олександрович
- 2020 — 2023 — Луческу Мірча
- 2023 — ... (в.о.) Олександр Шовковський

## Керівництво

### Президенти клубу
- Безверхий Віктор Ваніфатович, 1989—1993
- Суркіс Григорій Михайлович, 1993—1998 (1998—2002 — почесний президент)
- Суркіс Ігор Михайлович, від 2002

### Адміністратори
- Фельдштейн Рафаїл Мойсейович — від 1936 до 1974 року
- Спектор Григорій Йосипович — від 1975 до 1985 року
- Чубаров Олександр Федорович — від 1985 з перервами
- Кашпур Віктор Максимович — від 1993 з перервами

### Начальники команди
- Кузнецов Микола Степанович — 1947—1950
- Остапченко Феодосій Олександрович — 1955—1957
- Ошенков Олег Олександрович — 1959 (одночасно — старший тренер)
- Соловйов В'ячеслав Дмитрович — 1961 (одночасно — старший тренер)
- Терентьєв Віктор Васильович — 1963 (одночасно — старший тренер)
- Маслов Віктор Олександрович — 1968 (одночасно — старший тренер)
- Терентьєв Віктор Васильович — 1971
- Базилевич Олег Петрович — 1974—1976
- Коман Михайло Михайлович — 1977—1984
- Веремієв Володимир Григорович — 1985—1991
- Сабо Йожеф Йожефович — 1992—1993
- Павлов Микола Петрович — 1995—1996
- Базилевич Олег Петрович — 2002—2003

## Відомі гравці та їхні досягнення

### Золотий м'яч

#### Володарі
- Олег Блохін: 1975
- Ігор Бєланов: 1986

2004 року приз отримав Андрій Шевченко, який вже грав за «Мілан».

#### Претенденти
- Анатолій Бишовець: 1967
- Євген Рудаков: 1971, 1972
- Олег Блохін: 1974, 1976, 1981
- Леонід Буряк: 1975
- Анатолій Дем'яненко: 1985, 1988
- Павло Яковенко: 1986
- Олександр Заваров: 1986, 1987
- Олексій Михайличенко: 1988, 1989
- Олег Кузнецов: 1988, 1989
- Олександр Шовковський: 1999
- Андрій Шевченко: 1999

### Футболісти року в Україні
- Казимир Піонтковський: 1929, 1930, 1931
- Костянтин Щегоцький: 1933, 1936
- Антон Ідзковський: 1934, 1945
- Віктор Шиловський: 1935
- Павло Комаров: 1937
- Макар Гончаренко: 1938
- Іван Кузьменко: 1939
- Петро Лайко: 1940
- Микола Махиня: 1941
- Павло Віньковатов: 1946, 1947, 1948
- Віталій Голубєв: 1952
- Віктор Фомін: 1954
- Михайло Коман: 1955, 1956
- Юрій Войнов: 1957, 1958, 1959, 1960
- Олег Макаров: 1961
- Валерій Лобановський: 1962, 1963
- Віктор Банніков: 1964
- Віталій Хмельницький: 1965
- Андрій Біба: 1966
- Василь Турянчик: 1967, 1968
- Володимир Мунтян: 1968, 1970
- Віктор Серебряніков: 1969
- Євген Рудаков: 1971
- Олег Блохін: 1972, 1973, 1974, 1975, 1976, 1977, 1978, 1980, 1981
- Анатолій Дем'яненко: 1982, 1985
- Олександр Заваров: 1986
- Олексій Михайличенко: 1987, 1988
- Володимир Безсонов: 1989
- Сергій Юран: 1990
- Ахрік Цвейба: 1991
- Віктор Леоненко: 1992, 1993, 1994
- Юрій Калитвинцев: 1995
- Сергій Ребров: 1996, 1998
- Андрій Шевченко: 1997, 1999
- Артем Мілевський: 2008, 2009
- Андрій Ярмоленко: 2013, 2014, 2015, 2017
- Віктор Циганков: 2018

### Футболіст року в СРСР
- Андрій Біба: 1966
- Володимир Мунтян: 1969
- Євген Рудаков: 1971
- Олег Блохін: 1973, 1974, 1975
- Анатолій Дем'яненко: 1985
- Олександр Заваров: 1986
- Олексій Михайличенко: 1988

### Найкращі бомбардири
В чемпіонаті СРСР:
- Макар Гончаренко: 1938
- Андрій Зазроєв: 1952
- Олег Блохін: 1972, 1973, 1974, 1975, 1977
- Олег Протасов: 1990

В чемпіонаті України:
- Сергій Ребров: 1998
- Андрій Шевченко: 1999
- Максим Шацьких: 2000, 2003
- Артем Мілевський: 2010
- Андрій Ярмоленко: 2017

## Досягнення

### Європа
- Кубок володарів кубків УЄФА
  -  Володар (2): 1975, 1986
- Суперкубок УЄФА
  -  Володар (1): 1975
  -  Фіналіст (1): 1986
- Ліга чемпіонів УЄФА
  - Півфіналіст (3): 1977, 1987, 1999
  - Чвертьфіналіст (6): 1973, 1976, 1982, 1983, 1992, 1998
- Ліга Європи
  - Півфіналіст (1): 2009

### Україна
- Чемпіонат України
  -  Чемпіон (17, рекорд): 1993, 1994, 1995, 1996, 1997, 1998, 1999, 2000, 2001, 2003, 2004, 2007, 2009, 2015, 2016, 2021, 2025
  -  Віцечемпіон (13): 1992, 2002, 2005, 2006, 2008, 2010, 2011, 2012, 2017, 2018, 2019, 2020, 2024
  -  Бронзовий призер (1): 2013
- Кубок України
  -  Володар (13): 1994, 1996, 1998, 1999, 2000, 2003, 2005, 2006, 2007, 2014, 2015, 2020, 2021
  -  Фіналіст (6): 2002, 2008, 2011, 2017, 2018, 2025
- Суперкубок України
  -  Володар (9, рекорд): 2004, 2006, 2007, 2009, 2011, 2016, 2018, 2019, 2020
  -  Фіналіст (6): 2005, 2008, 2014, 2015, 2017, 2021

### СРСР
- Чемпіонат СРСР
  -  Чемпіон (13, рекорд): 1961, 1966, 1967, 1968, 1971, 1974, 1975, 1977, 1980, 1981, 1985, 1986, 1990
  -  Віцечемпіон (11): 1936 (в), 1952, 1960, 1965, 1969, 1972, 1973, 1976 (о), 1978, 1982, 1988
  -  Бронзовий призер (3): 1937, 1979, 1989
- Кубок СРСР
  -  Володар (9): 1954, 1964, 1966, 1974, 1978, 1982, 1985, 1987, 1990
  -  Фіналіст (1): 1973
- Суперкубок СРСР
  -  Володар (3, рекорд): 1980, 1985, 1986
  -  Фіналіст (1): 1977
- Чемпіонати Всесоюзного ПСТ «Динамо» з футболу
  -  Чемпіон (2): 1987, 1992
- Чемпіонат УРСР з футболу
  -  Чемпіон (2 (рекорд): 1935, 1944
  -  Віцечемпіон (1): 1932
  -  Бронзовий призер (1): 1941
- Всеукраїнська першість ПСТ «Динамо» з футболу
  -  Чемпіон (3, рекорд): 1931, 1933, 1935
  -  Фіналіст (3): 1929, 1932, 1934
- Кубок УРСР з футболу
  -  Володар (7, рекорд): 1936, 1937, 1938, 1944, 1946, 1947, 1948
  -  Фіналіст (1): 1945

### Інші офіційні турніри
- Кубок Співдружності
  -  Володар (4): 1996, 1997, 1998, 2002
  -  Фіналіст (1): 1999

### Неофіційні турніри
- Переможець Міжнародного турніру пам'яті Валерія Лобановського (2): 2003, 2004
- Володар Кубка Сантьяго Бернабеу, (Мадрид, Іспанія) (1): 1986
- Володар Кубка Першого каналу (Ізраїль) (1): 2008
- Володар Trofeo Ciudad de Valladolid (Вальядолід, Іспанія) (2): 1973, 1974
- Володар Кубка Мохаммеда V (Касабланка, Марокко) (1): 1975[115]
- Володар Трофея Терези Еррери (Ла-Корунья, Іспанія) (2): 1981, 1982
- Володар «Zalai Hirlap Kupa» (Угорщина) (1): 1986
- Володар кубка «Пасіфік» (Лос-Анджелес, США) (1): 1988
- Переможець Меморіала Армандо Піккі (Ліворно, Італія) (1): 1988
- Переможець турніру «Дружба» в Шеньяні (Китай) (1): 1990
- Володар Football Impact Cup (Марбелья, Іспанія) (1): 2012
- Фіналіст Marbella Cup (Марбелья, Іспанія) (1): 2012
- Переможець Об'єднаного турніру (1): 2013

## Рекордсмени

### Гравці з найбільшою кількістю голів
Станом на 18 квітня 2025 року 
| #  | Ім'я              | Період                  | Чемпіонат | Кубок | Єврокубки | Інші | Всього |
| -- | ----------------- | ----------------------- | --------- | ----- | --------- | ---- | ------ |
| 1  | Олег Блохін       | 1969 — 1987             | 211       | 29    | 26        | 0    | 266    |
| 2  | Сергій Ребров     | 1992 — 2000 2005 — 2007 | 113       | 19    | 31        | 0    | 163    |
| 3  | Андрій Ярмоленко  | 2007 — 2017 2023 —      | 113       | 19    | 23        | 0    | 155    |
| 4  | Максим Шацьких    | 1999 — 2008             | 97        | 22    | 23        | 0    | 142    |
| 5  | Андрій Шевченко   | 1994 — 1999 2009 — 2012 | 83        | 16    | 25        | 0    | 124    |
| 6  | Олег Гусєв        | 2003 — 2016 2017 — 2018 | 58        | 14    | 22        | 2    | 96     |
| 7  | Віктор Циганков   | 2016 — 2023             | 77        | 4     | 13        | 0    | 94     |
| 8  | Артем Мілевський  | 2002 — 2013             | 57        | 11    | 16        | 3    | 87     |
| 9  | Віктор Каневський | 1953 — 1964             | 80        | 5     | 0         | 0    | 85     |
| 10 | Леонід Буряк      | 1973 — 1984             | 56        | 12    | 14        | 0    | 82     |

- Інші — національний суперкубок

### Гравці з найбільшою кількістю матчів
Вказано усіх гравців, що зіграли за клуб понад 300 офіційних матчів в усіх турнірах станом на 25 травня 2024 року
| #  | Ім'я                  | Період              | Чемпіонат | Кубок+СК+КЛ | Єврокубки | Всього |
| -- | --------------------- | ------------------- | --------- | ----------- | --------- | ------ |
| 1  | Олександр Шовковський | 1993–2016           | 426       | 58+9        | 144       | 637    |
| 2  | Олег Блохін           | 1969–1987           | 432       | 67+3        | 79        | 585    |
| 3  | Олег Гусєв            | 2003–2016 2017–2018 | 296       | 43+6        | 98        | 443    |
| 4  | Анатолій Дем'яненко   | 1979–1990 1992—1993 | 347       | 47+2+2      | 43        | 441    |
| 5  | Леонід Буряк          | 1973–1984           | 304       | 52+2        | 51        | 409    |
| 6  | Володимир Веремієв    | 1968–1982           | 310       | 45+2+3      | 44        | 404    |
| 7  | Володимир Безсонов    | 1976–1990           | 278       | 48+3+10     | 39        | 378    |
| 8  | Володимир Мунтян      | 1965–1977           | 302       | 34+0+2      | 35        | 373    |
| 9  | Сергій Ребров         | 1992–2000 2005–2007 | 242       | 44+2        | 73        | 361    |
| 10 | Денис Гармаш          | 2007–2023           | 237       | 28+7        | 88        | 360    |
| 11 | Андрій Ярмоленко      | 2007–2017 2023–     | 244       | 28+6        | 82        | 360    |
| 12 | Владислав Ващук       | 1993–2002 2005–2008 | 254       | 41          | 62        | 357    |
| 13 | Олег Лужний           | 1989–1999           | 253       | 43+0+2      | 53        | 351    |
| 14 | Валентин Белькевич    | 1996–2007           | 224       | 45+3        | 73        | 345    |
| 15 | Василь Турянчик       | 1959–1969           | 309       | 20          | 10        | 339    |
| 16 | Віктор Серебряніков   | 1959–1971           | 300       | 21          | 14        | 335    |
| 17 | Вадим Соснихін        | 1962–1973           | 291       | 23          | 18        | 332    |
| 18 | Сергій Балтача        | 1977–1988           | 245       | 38+2+5      | 39        | 329    |
| 19 | Максим Шацьких        | 1999–2009           | 215       | 36+4        | 73        | 328    |
| 20 | Сергій Сидорчук       | 2012–2023           | 213       | 24+7        | 83        | 327    |
| 21 | Андрій Несмачний      | 1998–2011           | 228       | 33+2        | 63        | 326    |
| 22 | Євген Рудаков         | 1963–1977           | 258       | 28          | 39        | 325    |
| 23 | Андрій Баль           | 1981–1990           | 240       | 31+2+15     | 34        | 322    |
| 24 | Віталій Буяльський    | 2010–               | 212       | 22+6        | 80        | 320    |
| 25 | Сергій Шматоваленко   | 1987–1999           | 213       | 46+0+9      | 34        | 302    |
| 26 | Вадим Євтушенко       | 1980–1988           | 225       | 32+2+9      | 32        | 300    |

Примітка. (СК – Суперкубок, КЛ – Кубок ліги).

### Воротарі з найбільшою кількістю «сухих» матчів
Вказано усіх воротарів, що зіграли за клуб понад 50 офіційних«сухих»  матчів в усіх турнірах станом на 1 грудня 2023 року
| #  | Ім'я                  | Період              | Чемпіонат | Кубок+СК+КЛ | Єврокубки | Всього |
| -- | --------------------- | ------------------- | --------- | ----------- | --------- | ------ |
| 1  | Олександр Шовковський | 1993–2016           | 233       | 37+3        | 44        | 317    |
| 2  | Євген Рудаков         | 1963–1977           | 143       | 14          | 25        | 182    |
| 3  | Віктор Чанов          | 1982—1990           | 084       | 8+0+1       | 14        | 107    |
| 4  | Віктор Банніков       | 1962—1969           | 65        | 7           | 2         | 74     |
| 5  | Олег Макаров          | 1948—1963           | 64        | 2           | 0         | 66     |
| 6  | Михайло Михайлов      | 1980—1987           | 43        | 6           | 6         | 55     |
| 7  | Георгій Бущан         | 2011–               | 44        | 3           | 8         | 55     |
| 8  | Юрій Роменський       | 1979—1981           | 38        | 13          | 2         | 53     |
| 9  | Денис Бойко           | 2005—2014 2018—2023 | 37        | 5+1         | 8         | 51     |
| 10 | Анатолій Зубрицький   | 1944—1952           | 44        | 6           | 0         | 50     |

Примітка. (СК – Суперкубок, КЛ – Кубок ліги).

### Найбільше ігор у чемпіонаті СРСР
| Місце | Футболіст           | Ігор | Роки виступів |
| ----- | ------------------- | ---- | ------------- |
| 1.    | Олег Блохін         | 432  | 1969—1987     |
| 2.    | Анатолій Дем'яненко | 333  | 1979—1990     |
| 3.    | Володимир Веремєєв  | 310  | 1968—1982     |
| 4.    | Василь Турянчик     | 308  | 1959—1969     |
| 5.    | Леонід Буряк        | 304  | 1973—1984     |
| 6.    | Володимир Мунтян    | 302  | 1965—1977     |
| 7.    | Віктор Серебряников | 299  | 1959—1971     |
| 8.    | Вадим Соснихін      | 291  | 1962—1973     |
| 9.    | Володимир Безсонов  | 277  | 1976—1990     |
| 10.   | Євген Рудаков       | 259  | 1964—1977     |

### Найбільше забитих м'ячів у чемпіонаті СРСР
| Місце | Футболіст           | Голи | Роки виступів |
| ----- | ------------------- | ---- | ------------- |
| 1.    | Олег Блохін         | 211  | 1969—1987     |
| 2.    | Віктор Каневський   | 80   | 1979—1990     |
| 3.    | Віктор Серебряников | 70   | 1959—1971     |
| 4.    | Андрій Біба         | 69   | 1957—1967     |
| 5.    | Павло Віньковатов   | 63   | 1946—1955     |

### Найбільше ігор у чемпіонаті України
Станом на 26 листопада 2023 року
| Місце | Футболіст             | Матчі | Роки виступів            |
| ----- | --------------------- | ----- | ------------------------ |
| 1.    | Олександр Шовковський | 426   | 1993 — 2016              |
| 2.    | Олег Гусєв            | 296   | 2003 — 2016, 2017 — 2018 |
| 3.    | Владислав Ващук       | 254   | 1993 — 2002, 2005 — 2008 |
| 4.    | Андрій Ярмоленко      | 244   | 2007 — 2017, 2023 —      |
| 5.    | Сергій Ребров         | 242   | 1992 — 2000, 2005 — 2007 |
| 6.    | Денис Гармаш          | 237   | 2007 — 2019, 2020 — 2023 |
| 7.    | Андрій Несмачний      | 228   | 1998 — 2011              |
| 8.    | Валентин Белькевич    | 224   | 1996 — 2007              |
| 9.    | Максим Шацьких        | 215   | 1999 — 2008              |
| 10.   | Сергій Сидорчук       | 213   | 2012 — 2023              |
| 11.   | Віталій Буяльський    | 212   | 2013 —                   |

### Найбільше забитих м'ячів у чемпіонаті України
Станом на 18 квітня 2025 року
| #  | Гравець            | Період виступів         | Голи | Ігри | Голів за гру |
| -- | ------------------ | ----------------------- | ---- | ---- | ------------ |
| 1  | Сергій Ребров      | 1992 — 2000 2005 — 2007 | 113  | 242  | 0.47         |
| 1  | Андрій Ярмоленко   | 2007 — 2017 2023 —      | 113  | 261  | 0.43         |
| 3  | Максим Шацьких     | 1999 — 2008             | 97   | 215  | 0.45         |
| 4  | Андрій Шевченко    | 1994 — 1999 2009 — 2012 | 83   | 172  | 0.48         |
| 5  | Віктор Циганков    | 2016 — 2023             | 77   | 156  | 0.49         |
| 6  | Віталій Буяльський | 2010 —                  | 64   | 236  | 0.27         |
| 7  | Віктор Леоненко    | 1992 — 1998             | 61   | 98   | 0.62         |
| 8  | Олег Гусєв         | 2003 — 2018             | 58   | 296  | 0.2          |
| 9  | Артем Мілевський   | 2002 — 2013             | 57   | 178  | 0.32         |
| 10 | Валентин Белькевич | 1996 — 2007             | 51   | 222  | 0.23         |

### Найкращі бомбардири в єврокубках
Станом на 30 листопада 2022 року
| Місце | Футболіст          | Голи | Турнір                        |
| ----- | ------------------ | ---- | ----------------------------- |
| 1.    | Сергій Ребров      | 31   | Усі в ЛЧ                      |
| 2.    | Андрій Шевченко    | 25   | 22 — ЛЧ, 3 — КУЄФА/ЛЄ         |
| 3.    | Олег Блохін        | 24   | 10 КЧ + 9 КК + 2 КУЄФА + 3 СК |
| 4.    | Максим Шацьких     | 23   | Усі в ЛЧ                      |
| 5.    | Олег Гусєв         | 22   | 9 ЛЧ + 13 КУЄФА/ЛЄ            |
| 6.    | Андрій Ярмоленко   | 19   | 7 ЛЧ + 12 КУЄФА/ЛЄ            |
| 7.    | Артем Мілевський   | 16   | 9 ЛЧ + 7 КУЄФА/ЛЄ             |
| 8-9.  | Леонід Буряк       | 14   | 9 КЧ + 1 КК + 4 КУЄФА         |
| 8-9.  | Віталій Буяльський | 14   | 6 ЛЧ + 8 ЛЄ                   |
| 10.   | Віктор Циганков    | 13   | 4 ЛЧ + 9 ЛЄ                   |

## Ювілейні голи

### В офіційних турнірах в незалежній Україні
на 2002 рік
| Гол  | Футболіст           | Суперник          | Дата           |
| ---- | ------------------- | ----------------- | -------------- |
| 1    | Ахрік Цвейба        | «Скала»           | 28 лютого 1992 |
| 100  | Сергій Шматоваленко | «Верес»           | 23 квітня 1993 |
| 200  | Павло Шкапенко      | «Дніпро» Д        | 15 червня 1994 |
| 300  | Юрій Калитвинцев    | «Миколаїв»        | 15 червня 1995 |
| 400  | Юрій Калитвинцев    | «Кремінь»         | 25 серпня 1996 |
| 500  | Юрій Максимов       | «Барселона»       | 22 жовтня 1997 |
| 600  | Олександр Хацкевич  | «Зірка»           | 6 серпня 1998  |
| 700  | Олег Венглінський   | «Нива» Т          | 21 червня 1999 |
| 800  | Андрій Гусін        | «Металург» Д      | 6 травня 2000  |
| 900  | Валентин Белькевич  | «Поліграфтехніка» | 7 липня 2001   |
| 1000 | Леандро Машаду      | «Пюнік»           | 31 липня 2002  |

### У чемпіонатах України
на 30 травня 2023 року
| Гол  | Футболіст          | Суперник         | Хвилина     | Рахунок | Дата              |
| ---- | ------------------ | ---------------- | ----------- | ------- | ----------------- |
| 1    | Юрій Грицина       | «Металіст» (д)   | 3’ (1:0)    | 2:1     | 7 березня 1992    |
| 100  | Сергій Ребров      | «Металіст» (г)   | 89’ (2:1)   | 2:1     | 28 серпня 1993    |
| 200  | Віктор Леоненко    | «Шахтар» (д)     | 56’ (3:0)   | 3:0     | 10 березня 1995   |
| 300  | Андрій Шевченко    | «Дніпро» (д)     | 70’ (5:1)   | 5:1     | 9 червня 1996     |
| 400  | Юрій Максимов      | «Нива» Т (д)     | 19’ (2:0)   | 4:2     | 9 листопада 1997  |
| 500  | Андрій Шевченко    | «Ворскла» (г)    | 48’ (2:0)   | 2:0     | 10 травня 1999    |
| 600  | Василь Кардаш      | «Металіст» (г)   | 83’ (5:0)   | 5:0     | 16 червня 2000    |
| 700  | Лакі Ідахор        | «Карпати» (г)    | 52’ (2:0)   | 2:0     | 8 квітня 2002     |
| 800  | Тіберіу Гіоане     | «Металург» З (г) | 14’ (1:0)   | 2:2     | 17 серпня 2003    |
| 900  | Максим Шацьких     | «Металург» Д (г) | 58’ (2:1)   | 2:1     | 25 квітня 2005    |
| 1000 | Діого Рінкон       | «Металург» Д (г) | 54’ (1:1)   | 1:1     | 9 вересня 2006    |
| 1100 | Артем Кравець      | «Таврія» (д)     | 5’ (2:0)    | 3:0     | 12 квітня 2008    |
| 1200 | Андрій Ярмоленко   | «Кривбас» (г)    | 90+1’ (3:1) | 3:1     | 1 серпня 2009     |
| 1300 | Огнєн Вукоєвич     | «Карпати» (г)    | 53’ (2:0)   | 2:1     | 7 травня 2011     |
| 1400 | Денис Гармаш       | «Волинь» (г)     | 70’ (2:0)   | 2:0     | 10 березня 2013   |
| 1500 | Джермейн Ленс      | «Металург» З (г) | 56’ (2:1)   | 4:2     | 23 листопада 2014 |
| 1600 | Андрій Ярмоленко   | «Карпати» (г)    | 31’ (1:0)   | 2:0     | 31 липня 2016     |
| 1700 | Дерліс Гонсалес    | «Маріуполь» (д)  | 90’ (5:1)   | 5:1     | 3 грудня 2017     |
| 1800 | Віктор Циганков    | «Колос» (г)      | 56’ (1:0)   | 4:0     | 6 жовтня 2019     |
| 1900 | Віталій Буяльський | «Ворскла» (д)    | 31’ (3:0)   | 5:1     | 1 травня 2021     |
| 2000 | Ерік Рамірес       | «Верес» (д)      | 49’ (1:0)   | 3:0     | 29 травня 2023    |

### У домашніх матчах чемпіонату
на липень 2021 року
| Гол  | Футболіст          | Суперник     | Рахунок | Дата            |
| ---- | ------------------ | ------------ | ------- | --------------- |
| 1    | Юрій Грицина       | «Металіст»   | 2:1     | 7 березня 1992  |
| 100  | Віктор Леоненко    | «Таврія»     | 2:1     | 28 жовтня 1994  |
| 200  | Олександр Головко  | «Торпедо» З  | 2:1     | 18 квітня 1997  |
| 300  | Андрій Гусін       | «Зірка»      | 3:0     | 25 вересня 2000 |
| 400  | Валентин Белькевич | «Металург» З | 5:2     | 22 липня 2002   |
| 500  | Діого Рінкон       | «Дніпро» Д   | 2:0     | 30 квітня 2005  |
| 600  | Тіберіу Гіоане     | «Металург» З | 2:1     | 8 березня 2008  |
| 700  | Андрій Ярмоленко   | «Іллічівець» | 9:0     | 31 серпня 2010  |
| 800  | Джермейн Ленс      | «Металург» Д | 9:1     | 10 жовтня 2013  |
| 900  | Андрій Ярмоленко   | «Олімпік»    | 4:0     | 9 квітня 2017   |
| 1000 | Назарій Русин      | «Олімпік»    | 4:0     | 15 березня 2020 |

### У гостьових матчах чемпіонату
на серпень 2024 року
| Гол | Дата              | Суперник               | Футболіст           | Хвилина     | Рахунок |
| --- | ----------------- | ---------------------- | ------------------- | ----------- | ------- |
| 1   | 23 березня 1992   | СК «Одеса»             | Юрій Грицина        | 15’ (1:0)   | 3:1     |
| 50  | 13 жовтня 1993    | «Нива» (Вінниця)       | Сергій Ребров       | 73’ (2:2)   | 2:2     |
| 100 | 5 червня 1995     | «Кремінь»              | Юрій Максимов       | 10’ (1:0)   | 4:0     |
| 150 | 10 квітня 1997    | «Кривбас»              | Сергій Ребров       | 30’ (2:0)   | 2:0     |
| 200 | 24 вересня 1998   | «Таврія»               | Віталій Косовський  | 34’ (1:0)   | 3:3     |
| 250 | 29 квітня 2000    | «Прикарпаття»          | Валентин Белькевич  | 49’ (2:0)   | 2:1     |
| 300 | 22 вересня 2001   | «Кривбас»              | Олександр Мелащенко | 71’ (4:0)   | 7:0     |
| 350 | 17 серпня 2003    | «Металург» (Запоріжжя) | Тіберіу Гіоане      | 14’ (1:0)   | 2:2     |
| 400 | 06 березня 2005   | «Металіст» (Харків)    | Максим Шацьких      | 49’ (2:0)   | 2:0     |
| 450 | 14 жовтня 2006    | «Дніпро»               | Артем Мілевський    | 22’ (1:0)   | 2:0     |
| 500 | 17 квітня 2008    | «Металіст» (Харків)    | Денис Олійник       | 90’ (2:2)   | 2:2     |
| 550 | 19 березня 2010   | «Металург» (Донецьк)   | Артем Мілевський    | 12’ (1:0)   | 1:1     |
| 600 | 11 березня 2012   | «Кривбас»              | Адмір Мехмеді       | 90+8’ (3:0) | 3:0     |
| 650 | 11 квітня 2014    | «Маріуполь»            | Браун Ідеє          | 80’ (2:0)   | 2:0     |
| 700 | 20 листопада 2015 | «Олімпік» (Донецьк)    | Денис Гармаш        | 45+1’ (2:0) | 3:0     |
| 750 | 26 квітня 2017    | «Шахтар» (Донецьк)     | Андрій Ярмоленко    | 52’ (2:1)   | 3:2     |
| 800 | 30 квітня 2019    | «Олександрія»          | Віктор Циганков     | 69’ (2:0)   | 2:0     |
| 850 | 28 лютого 2021    | «Львів»                | Богдан Лєднєв       | 90’ (4:1)   | 4:1     |
| 900 | 28 квітня 2023    | «Металіст» (Харків)    | Владислав Ванат     | 75’ (2:0)   | 3:1     |
| 950 | 9 серпня 2024     | «Верес»                | Микола Шапаренко    | 16’ (1:0)   | 2:1     |

### У єврокубках
на липень 2024 року
| Гол | Футболіст           | Турнір                | Суперник            | Хвилина   | Рахунок | Дата            |
| --- | ------------------- | --------------------- | ------------------- | --------- | ------- | --------------- |
| 1   | Андрій Біба         | Кубок кубків (1/16)   | «Колрейн»           | 14’ (1:0) | 6:1 (г) | 2 вересня 1965  |
| 100 | Олександр Хапсаліс  | Кубок УЄФА (1/8)      | «Локомотив» (Софія) | 42’ (2:0) | 2:1 (д) | 12 грудня 1979  |
| 200 | Сергій Ребров       | Ліга чемпіонів (гр.)  | «Спартак» (Москва)  | 86’ (3:2) | 3:2 (д) | 14 вересня 1994 |
| 300 | Олександр Мелащенко | Ліга чемпіонів (кв3.) | «Стяуа»             | 46’ (1:1) | 1:1 (д) | 21 серпня 2001  |
| 400 | Ісмаель Бангура     | Кубок УЄФА (1/2)      | «Шахтар»            | 47’ (1:1) | 1:2 (г) | 7 травня 2009   |
| 500 | Мігел Велозу        | Ліга Європи (1/8)     | «Евертон»           | 37’ (3:1) | 5:2 (д) | 19 березня 2015 |
| 600 | Микола Шапаренко    | Ліга чемпіонів (кв2.) | «Партизан»          | 40’ (1:1) | 6:2 (г) | 23 липня 2024   |

### У гостьових матчах єврокубків
на серпень 2024 року
| Гол | Футболіст        | Турнір                | Суперник           | Хвилина     | Рахунок | Дата           |
| --- | ---------------- | --------------------- | ------------------ | ----------- | ------- | -------------- |
| 1   | Андрій Біба      | Кубок кубків (1/16)   | «Колрейн»          | 14’ (1:0)   | 6:1 (г) | 2 вересня 1965 |
| 50  | Ігор Бєланов     | Кубок кубків (1/2)    | «Дукла» (Прага)    | 64' (1:0)   | 1:1     | 16 квітня 1986 |
| 100 | Каха Каладзе     | Ліга чемпіонів (гр.)  | «Ланс»             | 60' (1:0)   | 3:1     | 9 грудня 1998  |
| 150 | Артем Мілевський | Ліга чемпіонів (кв3.) | «Спартак» (Москва) | 45' (2:1)   | 4:1     | 13 серпня 2008 |
| 200 | Джермейн Ленс    | Кубок УЄФА (гр.)      | «Стяуа»            | 90+4' (2:0) | 2:0     | 11 грудня 2014 |
| 250 | Назар Волошин    | Ліга чемпіонів (кв3.) | «Рейнджерс»        | 84' (2:0)   | 2:0     | 13 серпня 2024 |

## Ювілейні перемоги

### У чемпіонатах України
на 30 травня 2024 року
| %№  | Дата            | Суперник             | Рахунок | Тренер                |
| --- | --------------- | -------------------- | ------- | --------------------- |
| 1   | 7 березня 1992  | Металіст (Харків)    | 2:1 (д) | Анатолій Пузач        |
| 100 | 16 травня 1996  | Нива (Вінниця)       | 1:0 (д) | Йожеф Сабо            |
| 200 | 16 червня 2000  | Таврія (Сімферополь) | 3:0 (д) | Валерій Лобановський  |
| 300 | 13 березня 2005 | Оболонь (Київ)       | 3:1 (д) | Йожеф Сабо            |
| 400 | 23 травня 2009  | Львів                | 1:0 (г) | Юрій Сьомін           |
| 500 | 6 квітня 2014   | Металіст (Харків)    | 4:2 (д) | Олег Блохін           |
| 600 | 8 грудня 2018   | Карпати (Львів)      | 4:0 (г) | Олександр Хацкевич    |
| 700 | 5 травня 2024   | Колос (Ковалівка)    | 5:0 (д) | Олександр Шовковський |

## «Сухі» матчі

### У чемпіонатах України
на 16 вересня 2024 року
| %№    | Дата            | Суперник             | Рахунок | Воротар «Динамо»        |
| ----- | --------------- | -------------------- | ------- | ----------------------- |
| 1-й   | 10 березня 1992 | Нафтовик (Охтирка)   | 1:0 (д) | Вальдемарас Мартінкенас |
| 50-й  | 14 квітня 1995  | Карпати (Львів)      | 3:0 (д) | Андрій Ковтун           |
| 100-й | 5 вересня 1997  | Кривбас              | 1:0 (г) | В'ячеслав Кернозенко    |
| 150-й | 28 жовтня 2000  | Металург (Маріуполь) | 2:0 (д) | Олександр Шовковський   |
| 200-й | 17 жовтня 2003  | Іллічівець           | 2:0 (д) | Віталій Рева            |
| 250-й | 17 березня 2007 | Зоря (Луганськ)      | 4:0 (д) | Олександр Шовковський   |
| 300-й | 09 травня 2010  | Металург (Запоріжжя) | 3:0 (д) | Денис Бойко             |
| 350-й | 26 травня 2013  | Металург (Запоріжжя) | 3:0 (д) | Олександр Шовковський   |
| 400-й | 9 квітня 2017   | Олімпік (Донецьк)    | 4:0 (д) | Максим Коваль           |
| 450-й | 26 вересня 2020 | Минай                | 4:0 (г) | Георгій Бущан           |
| 500-й | 14 вересня 2024 | Зоря (Луганськ)      | 2:0 (г) | Георгій Бущан           |

## Усі сезони

### Радянський Союз
| Сезон        | Ліга (назва)            | Місце   | Ігор | В  | Н  | П  | М+ | М- | Очок | Кубок          | Європа | Європа                | Примітки |
| ------------ | ----------------------- | ------- | ---- | -- | -- | -- | -- | -- | ---- | -------------- | ------ | --------------------- | --- |
| 1936 (Весна) | I (Група A)             | 2 з 7   | 6    | 4  | 0  | 2  | 18 | 11 | 14   |                |        |                       | 3 очки за перемогу, 2 — нічию, 1 — поразку                                                                                            |
| 1936 (Осінь) | I (Група A)             | 6 з 8   | 7    | 1  | 3  | 3  | 16 | 19 | 12   | 1/32 фіналу    |        |                       | 3 очки за перемогу, 2 — нічию, 1 — поразку                                                                                            |
| 1937         | I (Група A)             | 3 з 9   | 16   | 7  | 6  | 3  | 33 | 24 | 36   |                |        |                       | 3 очки за перемогу, 2 — нічию, 1 — поразку                                                                                            |
| 1938         | I (Група A)             | 4 з 26  | 25   | 15 | 6  | 4  | 76 | 35 | 36   |                |        |                       | 2 очки за перемогу, 1 — нічию, 0 — поразку                                                                                            |
| 1939         | I (Група A)             | 8 з 14  | 26   | 9  | 8  | 9  | 39 | 44 | 26   |                |        |                       | 2 очки за перемогу, 1 — нічию, 0 — поразку                                                                                            |
| 1940         | I (Група A)             | 8 з 13  | 24   | 6  | 9  | 9  | 32 | 49 | 21   | Не брав участі |        |                       | 2 очки за перемогу, 1 — нічию, 0 — поразку                                                                                            |
| 1941         | I (Група A)             | 8 з 15  | 9    | 4  | 2  | 3  | 16 | 14 | 10   | Не брав участі |        |                       | Неофіційний (не закінчено через Другу світову війну)                                                                                  |
| 1942         |                         |         |      |    |    |    |    |    |      |                |        |                       | Друга світова війна перешкодила провести                                                                                              |
| 1943         |                         |         |      |    |    |    |    |    |      |                |        |                       | Друга світова війна перешкодила провести                                                                                              |
| 1944         |                         |         |      |    |    |    |    |    |      | Не брав участі |        |                       | Друга світова війна перешкодила провести                                                                                              |
| 1945         | I (1 Група)             | 11 з 12 | 22   | 1  | 6  | 15 | 13 | 50 | 8    |                |        |                       | |
| 1946         | I (1 Група)             | 12 з 12 | 22   | 4  | 5  | 13 | 18 | 39 | 13   | Півфінал       |        |                       | |
| 1947         | I (1 Група)             | 4 з 13  | 24   | 9  | 9  | 6  | 27 | 31 | 27   |                |        |                       | |
| 1948         | I (1 Група)             | 10 з 14 | 26   | 7  | 6  | 13 | 32 | 50 | 20   |                |        |                       | |
| 1949         | I (1 Група)             | 7 з 18  | 34   | 17 | 6  | 11 | 48 | 47 | 40   |                |        |                       | |
| 1950         | I (Клас A)              | 13 з 19 | 36   | 10 | 11 | 15 | 39 | 53 | 31   |                |        |                       | |
| 1951         | I (Клас A)              | 8 з 15  | 28   | 9  | 9  | 10 | 43 | 39 | 27   |                |        |                       | |
| 1952         | I (Клас A)              | 2 з 14  | 13   | 7  | 3  | 3  | 26 | 14 | 17   |                |        |                       | |
| 1953         | I (Клас A)              | 8 з 11  | 20   | 6  | 5  | 9  | 21 | 26 | 17   |                |        |                       | |
| 1954         | I (Клас A)              | 5 з 13  | 24   | 8  | 10 | 6  | 31 | 29 | 26   | Володар        |        |                       | |
| 1955         | I (Клас A)              | 6 з 12  | 22   | 8  | 6  | 8  | 31 | 37 | 22   |                |        |                       | |
| 1956         | I (Клас A)              | 4 з 12  | 22   | 7  | 10 | 5  | 32 | 31 | 24   | Не брав участі |        |                       | |
| 1957         | I (Клас A)              | 6 з 12  | 22   | 8  | 7  | 7  | 30 | 30 | 23   |                |        |                       | |
| 1958         | I (Клас A)              | 6 з 12  | 22   | 7  | 9  | 6  | 40 | 33 | 23   |                |        |                       | |
| 1959         | I (Клас A)              | 7 з 12  | 22   | 6  | 8  | 8  | 26 | 33 | 20   | Не брав участі |        |                       | |
| 1960 (Весна) | I (Клас A, Підгрупа II) | 1 з 11  | 20   | 13 | 2  | 5  | 46 | 23 | 28   |                |        |                       | Попередній раунд |
| 1960         | I (Клас A, Фінал)       | 2 з 6   | 10   | 5  | 1  | 4  | 19 | 14 | 11   |                |        |                       | |
| 1961 (Весна) | I (Клас A, Підгрупа II) | 2 з 11  | 20   | 12 | 5  | 3  | 41 | 19 | 29   |                |        |                       | Попередній раунд |
| 1961         | I (Клас A, Фінал)       | 1 з 10  | 30   | 18 | 9  | 3  | 58 | 28 | 45   |                |        |                       | Весняні результати включені до підсумкової таблиці. У фінальній частині кожна команда грала тільки з командою з іншої підгрупи        |
| 1962 (Весна) | I (Клас A, Підгрупа I)  | 1 з 11  | 20   | 14 | 5  | 1  | 44 | 20 | 33   |                |        |                       | Попередній раунд |
| 1962         | I (Клас A, Фінал)       | 5 з 12  | 22   | 8  | 9  | 5  | 36 | 28 | 25   |                |        |                       | |
| 1963         | I (Клас A, 1 Група)     | 9 з 20  | 38   | 16 | 12 | 10 | 68 | 48 | 44   |                |        |                       | |
| 1964         | I (Клас A, 1 Група)     | 6 з 17  | 32   | 10 | 16 | 6  | 42 | 29 | 36   | Володар        |        |                       | |
| 1965         | I (Клас A, 1 Група)     | 2 з 17  | 32   | 22 | 6  | 4  | 58 | 22 | 50   |                |        |                       | |
| 1966         | I (Клас A, 1 Група)     | 1 з 19  | 36   | 23 | 10 | 3  | 66 | 17 | 56   | Володар        | КВК    | 1/4 фіналу            | |
| 1967         | I (Клас A, 1 Група)     | 1 з 19  | 36   | 21 | 12 | 3  | 51 | 11 | 54   |                |        |                       | |
| 1968         | I (Клас A, 1 Група)     | 1 з 20  | 38   | 21 | 15 | 3  | 58 | 25 | 57   |                | КЄЧ    | 1/8 фіналу (2 раунд)  | |
| 1969 (Весна) | I (Клас A, Підгрупа I)  | 1 з 10  | 18   | 10 | 8  | 0  | 25 | 6  | 28   |                |        |                       | Попередній раунд |
| 1969         | I (Клас A, 1 Група)     | 2 з 14  | 26   | 16 | 7  | 3  | 37 | 13 | 39   |                | КЄЧ    |                       | Бойкотував (на знак протесту проти поновного жеребкування УЄФА 1 раунду клуби із Східної і Центральної Європи відмовили брати участь) |
| 1970         | I (Вища група A)        | 7 з 17  | 32   | 14 | 5  | 13 | 36 | 32 | 33   | Півфінал       | КЄЧ    | 1/8 фіналу (2 раунд)  | |
| 1971         | I (Вища ліга)           | 1 з 16  | 30   | 17 | 10 | 3  | 41 | 17 | 44   |                |        |                       | |
| 1972         | I (Вища ліга)           | 2 з 16  | 30   | 12 | 11 | 7  | 52 | 38 | 35   | 1/8 фіналу     |        |                       | |
| 1973         | I (Вища ліга)           | 2 з 16  | 30   | 16 | 8  | 6  | 44 | 23 | 36   | Фіналіст       | КЄЧ    | 1/4 фіналу            | за 4 нічиї — 1 очко, за інші 4 нічиї — 0 очок                                                                                         |
| 1974         | I (Вища ліга)           | 1 з 16  | 30   | 14 | 12 | 4  | 49 | 24 | 40   | Володар        | КУЄФА  | 1/8 фіналу (3 раунд)  | |
| 1975         | I (Вища ліга)           | 1 з 16  | 30   | 17 | 9  | 4  | 53 | 30 | 43   |                | КВК    | Володар               | Володар Суперкубка УЄФА |
| 1976 (Весна) | I (Вища ліга)           | 8 з 16  | 15   | 5  | 5  | 5  | 14 | 12 | 15   |                |        |                       | |
| 1976 (Осінь) | I (Вища ліга)           | 2 з 16  | 15   | 6  | 6  | 3  | 22 | 16 | 18   |                | КЄЧ    | 1/4 фіналу            | |
| 1977         | I (Вища ліга)           | 1 з 16  | 30   | 14 | 15 | 1  | 51 | 12 | 43   |                | КЄЧ    | Півфінал              | |
| 1978         | I (Вища ліга)           | 2 з 16  | 30   | 15 | 9  | 6  | 42 | 20 | 38   | Володар        | КУЄФА  | 1/32 фіналу (1 раунд) | -1 очко за перевищення ліміту на нічиї                                                                                                |
| 1979         | I (Вища ліга)           | 3 з 18  | 34   | 21 | 5  | 8  | 51 | 26 | 47   | 1/4 фіналу     | КЄЧ    | 1/8 фіналу (2 раунд)  | |
| 1980         | I (Вища ліга)           | 1 з 18  | 34   | 21 | 9  | 4  | 63 | 23 | 51   | Півфінал       | КУЄФА  | 1/8 фіналу (3 раунд)  | |
| 1981         | I (Вища ліга)           | 1 з 18  | 34   | 22 | 9  | 3  | 58 | 26 | 53   | 1/4 фіналу     | КУЄФА  | 1/32 фіналу (1 раунд) | |
| 1982         | I (Вища ліга)           | 2 з 18  | 34   | 18 | 10 | 6  | 58 | 25 | 46   | Володар        | КЄЧ    | 1/4 фіналу            | |
| 1983         | I (Вища ліга)           | 7 з 18  | 34   | 14 | 10 | 10 | 50 | 34 | 38   | 1/4 фіналу     | КЄЧ    | 1/4 фіналу            | |
| 1984         | I (Вища ліга)           | 10 з 18 | 34   | 12 | 13 | 9  | 46 | 30 | 34   | 1/8 фіналу     | КУЄФА  | 1/32 фіналу (1 раунд) | -3 очки за понадлімітні нічиї |
| 1985         | I (Вища ліга)           | 1 з 18  | 34   | 20 | 8  | 6  | 64 | 26 | 48   | Володар        |        |                       | |
| 1986         | I (Вища ліга)           | 1 з 16  | 30   | 14 | 11 | 5  | 53 | 33 | 39   | 1/8 фіналу     | КВК    | Володар               | Фіналіст Суперкубка УЄФА |
| 1987         | I (Вища ліга)           | 6 з 16  | 30   | 11 | 10 | 9  | 37 | 27 | 32   | Володар        | КЄЧ    | Півфінал              | |
| 1988         | I (Вища ліга)           | 2 з 16  | 30   | 17 | 9  | 4  | 43 | 19 | 43   | 1/8 фіналу     | КЄЧ    | 1/16 фіналу (1 раунд) | |
| 1989         | I (Вища ліга)           | 3 з 16  | 30   | 13 | 12 | 5  | 44 | 27 | 38   | Півфінал       |        |                       | |
| 1990         | I (Вища ліга)           | 1 з 13  | 24   | 14 | 6  | 4  | 44 | 20 | 34   | Володар        | КУЄФА  | 1/8 фіналу (3 раунд)  | |
| 1991         | I (Вища ліга)           | 5 з 16  | 30   | 13 | 9  | 8  | 43 | 34 | 35   | 1/16 фіналу    | КВК    | 1/4 фіналу            | Відмовився від дальшої участі у Кубку СРСР. Текстильник (Камишин) продовжив боротьбу.                                                 |

### Україна
| Сезон   | Ліга (назва)     | Місце  | Ігор | В  | Н  | П | М+ | М- | Очок | Кубок         | Суперкубок     | Європа | Європа                  | Примітки |
| ------- | ---------------- | ------ | ---- | -- | -- | - | -- | -- | ---- | ------------- | -------------- | ------ | ----------------------- | --- |
| 1992    | I (Вища ліга)    | 2 з 10 | 18   | 13 | 4  | 1 | 31 | 13 | 30   | 1/4 фіналу    | Не проводився  | КЄЧ    | Груповий етап           | Відмова у Кубку СРСР на етапі 1/4 фіналу. Фінал чемпіонату України: «Таврія» — «Динамо» — 1:0                |
| 1992/93 | I (Вища ліга)    | 1 з 16 | 30   | 18 | 8  | 4 | 59 | 14 | 44   | Володар       | Не проводився  | КУЄФА  | 1/16 фіналу (2 раунд)   | |
| 1993/94 | I (Вища ліга)    | 1 з 18 | 34   | 23 | 10 | 1 | 61 | 21 | 56   | 1/8 фіналу    | Не проводився  | ЛЧ     | 1 раунд                 | |
| 1994/95 | I (Вища ліга)    | 1 з 18 | 34   | 25 | 8  | 1 | 87 | 24 | 83   | 1/4 фіналу    | Не проводився  | ЛЧ     | Фінальний етап          | |
| 1995/96 | I (Вища ліга)    | 1 з 18 | 34   | 24 | 7  | 3 | 65 | 17 | 79   | Володар       | Не проводився  | ЛЧ     | Груповий етап           | Дискваліфікація з ЛЧ за спробу підкупу суддів                                                                |
| 1996/97 | I (Вища ліга)    | 1 з 16 | 30   | 23 | 4  | 3 | 69 | 20 | 73   | 1/8 фіналу    | Не проводився  | КУЄФА  | 1/32 фіналу (1 раунд)   | ЛЧ — Кваліфікаційний раунд                                                                                   |
| 1997/98 | I (Вища ліга)    | 1 з 16 | 30   | 23 | 3  | 4 | 70 | 15 | 72   | Володар       | Не проводився  | ЛЧ     | 1/4 фіналу              | |
| 1998/99 | I (Вища ліга)    | 1 з 16 | 30   | 23 | 5  | 2 | 75 | 17 | 74   | Володар       | Не проводився  | ЛЧ     | 1/2 фіналу              | |
| 1999/00 | I (Вища ліга)    | 1 з 16 | 30   | 27 | 3  | 0 | 85 | 18 | 84   | Володар       | Не проводився  | ЛЧ     | 2 груповий етап         | |
| 2000/01 | I (Вища ліга)    | 1 з 14 | 26   | 20 | 4  | 2 | 58 | 17 | 64   | 1/16 фіналу   | Не проводився  | ЛЧ     | 1 груповий етап         | |
| 2001/02 | I (Вища ліга)    | 2 з 14 | 26   | 20 | 5  | 1 | 62 | 9  | 65   | Фіналіст      | Не проводився  | ЛЧ     | I груповий етап         | |
| 2002/03 | I (Вища ліга)    | 1 з 16 | 30   | 23 | 4  | 3 | 66 | 20 | 73   | Володар       | Не проводився  | КУЄФА  | 3 раунд                 | ЛЧ — I груповий етап                                                                                         |
| 2003/04 | I (Вища ліга)    | 1 з 16 | 30   | 23 | 4  | 3 | 68 | 20 | 73   | 1/2 фіналу    | Не проводився  | ЛЧ     | I груповий етап         | |
| 2004/05 | I (Вища ліга)    | 2 з 16 | 30   | 23 | 4  | 3 | 58 | 14 | 73   | Володар       | Володар        | КУЄФА  | 1/32 фіналу             | ЛЧ — I груповий етап                                                                                         |
| 2005/06 | I (Вища ліга)    | 2 з 16 | 30   | 23 | 6  | 1 | 68 | 20 | 75   | Володар       | Фіналіст       | ЛЧ     | 2 кваліфікаційний раунд | |
| 2006/07 | I (Вища ліга)    | 1 з 16 | 30   | 22 | 8  | 0 | 67 | 23 | 74   | Володар       | Володар        | ЛЧ     | Груповий етап           | |
| 2007/08 | I (Вища ліга)    | 2 з 16 | 30   | 22 | 5  | 3 | 65 | 26 | 71   | Фіналіст      | Володар        | ЛЧ     | Груповий етап           | |
| 2008/09 | I (Прем'єр-ліга) | 1 з 16 | 30   | 26 | 1  | 3 | 71 | 19 | 79   | 1/2 фіналу    | Фіналіст       | КУЄФА  | 1/2 фіналу              | ЛЧ — груповий етап                                                                                           |
| 2009/10 | I (Прем'єр-ліга) | 2 з 16 | 30   | 22 | 5  | 3 | 61 | 16 | 71   | 1/4 фіналу    | Володар        | ЛЧ     | Груповий етап           | |
| 2010/11 | I (Прем'єр-ліга) | 2 з 16 | 30   | 20 | 5  | 5 | 60 | 23 | 65   | Фіналіст      | Не брав участі | ЛЄ     | 1/4 фіналу              | ЛЧ — раунд стикових матчів                                                                                   |
| 2011/12 | I (Прем'єр-ліга) | 2 з 16 | 30   | 23 | 6  | 1 | 56 | 12 | 75   | 1/8 фіналу    | Володар        | ЛЄ     | Груповий етап           | ЛЧ — 3-й кваліфікаційний раунд                                                                               |
| 2012/13 | I (Прем'єр-ліга) | 3 з 16 | 30   | 20 | 2  | 8 | 55 | 23 | 62   | 1/16 фіналу   | Не брав участі | ЛЄ     | 1/16 фіналу             | ЛЧ — груповий етап                                                                                           |
| 2013/14 | I (Прем'єр-ліга) | 4 з 16 | 28   | 16 | 5  | 7 | 55 | 33 | 53   | Володар       | Не брав участі | ЛЄ     | 1/16 фіналу             | |
| 2014/15 | I (Прем'єр-ліга) | 1 з 14 | 26   | 20 | 6  | 0 | 65 | 12 | 66   | Володар       | Фіналіст       | ЛЄ     | 1/4 фіналу              | |
| 2015/16 | I (Прем'єр-ліга) | 1 з 14 | 26   | 23 | 1  | 2 | 54 | 11 | 70   | 1/4 фіналу    | Фіналіст       | ЛЧ     | 1/8 фіналу              | |
| 2016/17 | I (Прем'єр-ліга) | 2 з 12 | 32   | 21 | 4  | 7 | 69 | 33 | 67   | Фіналіст      | Володар        | ЛЧ     | Груповий етап           | |
| 2017/18 | I (Прем'єр-ліга) | 2 з 12 | 32   | 22 | 7  | 3 | 64 | 25 | 73   | Фіналіст      | Фіналіст       | ЛЄ     | 1/8 фіналу              | ЛЧ — 3-й кваліфікаційний раунд                                                                               |
| 2018/19 | I (Прем'єр-ліга) | 2 з 12 | 32   | 22 | 6  | 4 | 54 | 18 | 72   | 1/4 фіналу    | Володар        | ЛЄ     | 1/8 фіналу              | ЛЧ — раунд плей-оф                                                                                           |
| 2019/20 | I (Прем'єр-ліга) | 2 з 12 | 32   | 18 | 5  | 9 | 65 | 35 | 59   | Володар       | Володар        | ЛЄ     | Груповий етап           | ЛЧ — 3-й кваліфікаційний раунд                                                                               |
| 2020/21 | I (Прем'єр-ліга) | 1 з 14 | 26   | 20 | 5  | 1 | 59 | 15 | 65   | Володар       | Володар        | ЛЄ     | 1/8 фіналу              | ЛЧ — груповий етап                                                                                           |
| 2021/22 | I (Прем'єр-ліга) | 2 з 16 | 18   | 14 | 3  | 1 | 47 | 9  | 45   | Чвертьфінал   | Фіналіст       | ЛЧ     | Груповий етап           | Сезон було завершенно достроково без визначення призерів через повномасштабне російське вторгнення в Україну |
| 2022/23 | I (Прем'єр-ліга) | 4 з 16 | 30   | 18 | 6  | 6 | 51 | 25 | 60   | Не проводився | Не проводився  | ЛЄ     | Груповий етап           | ЛЧ — раунд плей-оф                                                                                           |
| 2023/24 | I (Прем'єр-ліга) | 2 з 16 | 30   | 22 | 3  | 5 | 72 | 28 | 69   | 1/8 фіналу    | Не проводився  | ЛК     | Раунд плей-оф           | |
| 2024/25 | I (Прем'єр-ліга) | 1 з 16 | 30   | 20 | 10 | 0 | 61 | 19 | 70   | Фіналіст      | Не проводився  | ЛЄ     | Етап ліги               | ЛЧ — раунд плей-оф                                                                                           |

## Спонсорські контракти
В євросезоні 1986/87 на час матчів Кубка Чемпіонів був укладений контракт із західнонімецьким філіалом фірми Commodore. Протягом восьми матчів кияни грали в білих футболках з написом Commodore.
| Роки      | Спонсор        |
| --------- | -------------- |
| 1927—1987 | без спонсора   |
| 1987      | Commodore      |
| 1988      | без спонсора   |
| 1989—1990 | Fisac          |
| 1991—1994 | Lufthansa      |
| 1994—1996 | без спонсора   |
| 1996—2004 | Промінвестбанк |
| 2004—2006 | Енергохолдинг  |
| 2006      | Укртелеком     |
| 2007—2013 | ПриватБанк     |
| 2013—2014 | Надра Банк     |
| 2015—2021 | без спонсора   |
| 2021—     | А-Банк         |

## Цікаві факти
- Офіційним символом клубу є бобер[139][140]. Уперше прізвисько «бобри»[141] з'явилось у 1989-му році. Символ клубу розробляла[142] італійська компанія Telemundi Group. За зовнішнім виглядом бобер нагадував Валерія Лобановського (художники додали бобрикові золотистий чубчик). Офіційно[143] бобер став талісманом клубу лише 1995-го року, коли було детально розроблено дизайн екіпіровки гризуна. Тоді саме організували конкурс серед уболівальників на найкраще ім'я для бобра й переможцем було визнано ім'я «Дік» (від рос. ДИнамо Киев).

## Скандали

### FootballLeaks-2
У Німеччині за авторством журналістів Рафаеля Бушманна та Міхаеля Вулцінгера та відомого видання Der Spigel вийшла книга «FootballLeaks-2».
В окремому розділі книги під назвою «Українське братство» (Ukrainische Bruderschaft) описується шлях Ігоря та Григорія Суркісів у футболі, а також їхня взаємодія з офшором Newport, через які проходять усі гроші столичного клубу з 1993 року. У своїй книзі автори посилаються на документи FootballLeaks.
У книзі йдеться про те, що київське «Динамо» з 1993 року фінансово повністю було пов'язано на компанією Newport, яку контролює нинішній бос клубу Ігор Суркіс. Посилаючись на дані з ФІФА, автори зазначають, що у 2011—2017 роках на купівлю 82 футболістів київське «Динамо» через Newport витратило 324 мільйони доларів. Тобто, податки з цієї суми в Україні не були сплачені.